# Guerre de Trente Ans
Vous lisez un « article de qualité » labellisé en 2005.
Guerre de Trente Ans
Batailles

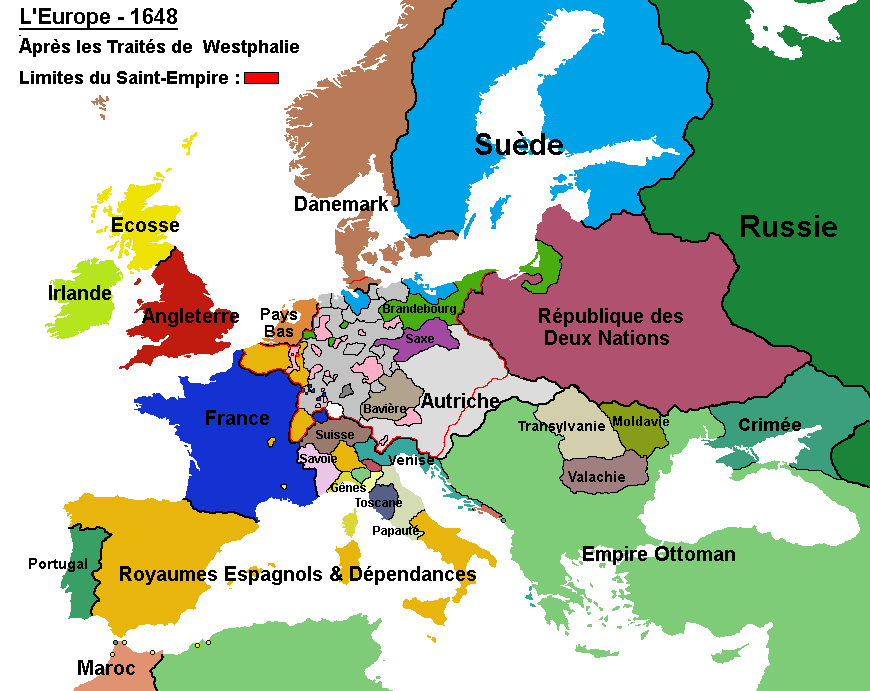
Carte simplifiée de l'Europe en 1648.

La guerre de Trente Ans est une série de conflits armés qui ont déchiré l’Europe du 23 mai 1618 au 24 octobre 1648. Les causes en sont multiples, mais ses éléments déclencheurs sont la Révolte de Bohême menée par la noblesse et l'aristocratie tchèque hussite contre le catholicisme imposé par le Saint-Empire romain germanique dirigé par la maison de Habsbourg, la répression qui s'ensuivit, et le désir des Habsbourg d’accroître leur hégémonie et celle de la religion catholique dans le Saint-Empire.
Ces conflits ont opposé le camp des Habsbourg d’Espagne et du Saint-Empire, soutenus par la papauté, aux États allemands protestants du Saint-Empire, auxquels étaient alliées les puissances européennes voisines à majorité protestante, Provinces-Unies et pays scandinaves, ainsi que la France qui, bien que catholique et luttant chez elle contre les protestants, entendait réduire la puissance de la maison de Habsbourg sur le continent européen.
Cette guerre a impliqué l'ensemble des puissances européennes selon qu'elles étaient pour ou contre le parti de l'empereur, à l'exception de l'Angleterre et de la Russie — qui ont néanmoins indirectement œuvré contre le parti des Habsbourg. L'emploi de mercenaires était la règle. Les combats se déroulèrent surtout dans les territoires d’Europe centrale dépendant du Saint-Empire, puis se portèrent sur la plaine de Flandre, le nord de la péninsule italienne ou encore dans la péninsule ibérique. Les batailles, les famines, les massacres et les maladies ont provoqué plusieurs millions de morts, tant civils que militaires. Cette « guerre civile européenne » a lourdement pesé sur la démographie et l'économie des États allemands et du royaume d'Espagne, et assis l'hégémonie de la France, qui s'épanouit davantage encore sous Louis XIV.
Parce que son principal théâtre d'opérations était le Saint-Empire, que la guerre menaçait son équilibre interne et qu'elle voyait se battre des Allemands dans les deux camps, elle a également été qualifiée de « guerre allemande » dès 1648.
La guerre de Trente Ans a été marquée sur le plan religieux par l'affrontement entre protestantisme et catholicisme et sur le plan politique par l'affrontement entre féodalité et absolutisme. Avec la paix de Westphalie, le problème politique d'obtention d'une paix civile se solde par la victoire de l'absolutisme. De ce modèle politique, théorisé par des philosophes tels que Bodin et Hobbes, naît ainsi le concept de l'État moderne, c'est-à-dire une entité exerçant dans ses frontières le monopole de la violence légitime et se défendant à l'extérieur par une armée nationale. Sur le plan religieux, le principe exprimé par la maxime latine Cujus regio, ejus religio, mot à mot : « à qui appartient la région, de celui-là la religion » : à chaque État, la religion (de son prince) se voit réaffirmée.
De cette manière, la paix de Westphalie jette les bases du jus publicum europæum (le « droit public européen ») : un système nouveau et stable de relations internationales, fondé sur un équilibre entre des États chacun titulaire de la souveraineté ; les guerres sont désormais conçues comme des conflits sécularisés d’État souverain à État souverain.

## Les origines du conflit

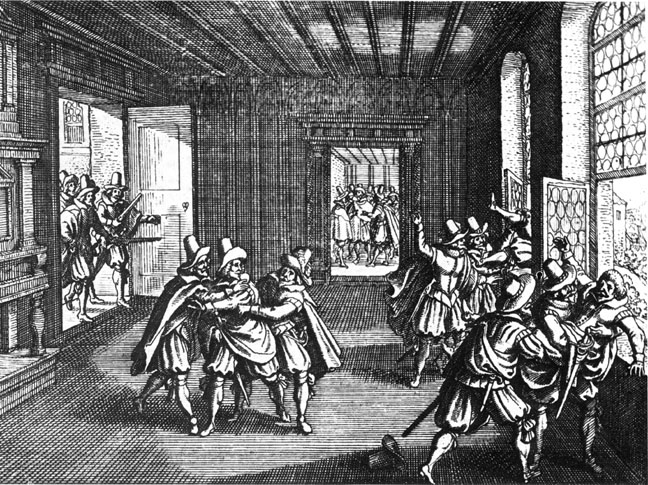
La défenestration de Prague, survenue le 23 mai 1618, est l'étincelle déclenchant la guerre de Trente Ans.

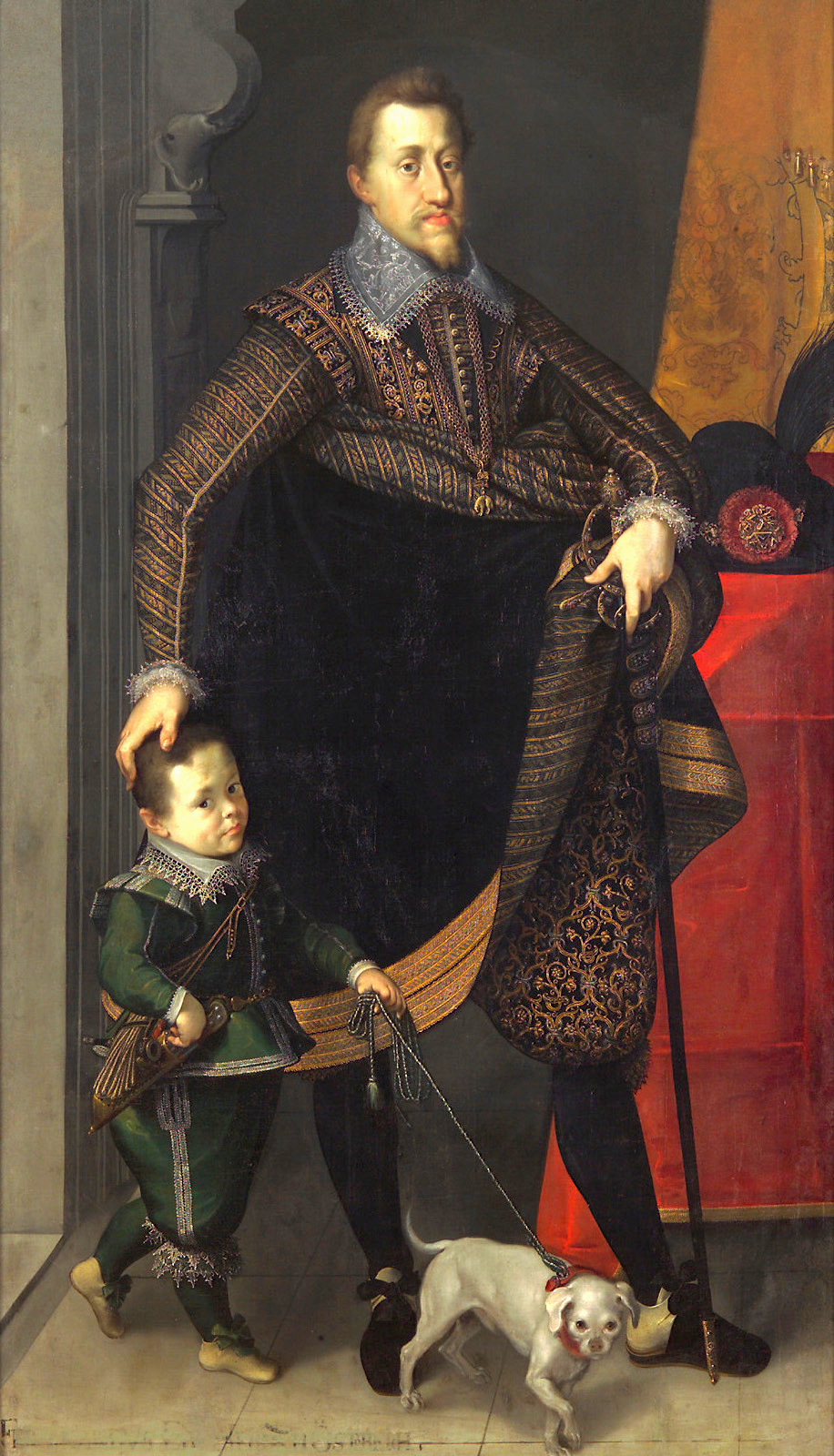
Ferdinand II, roi de Bohême à partir de 1617, devient empereur romain germanique au début de la guerre.

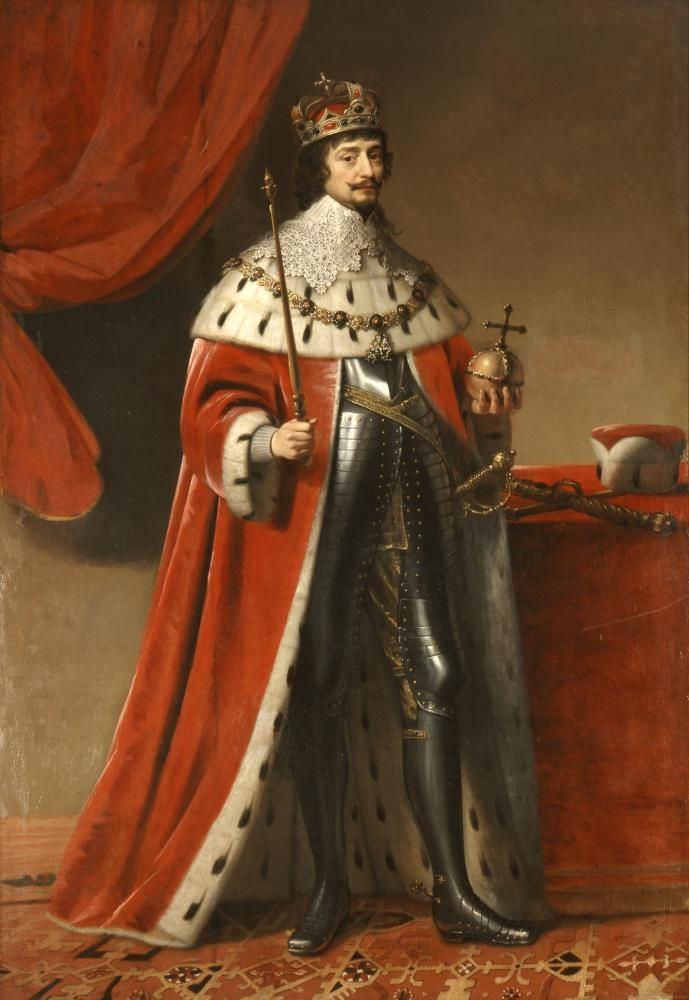
Frédéric V, électeur palatin, rival de l'empereur Ferdinand II au déclenchement de la guerre, est élu roi de Bohême à la place de celui-ci en 1619.

Ses origines sont multiples, même si la première est l’opposition religieuse et politique entre catholiques et protestants luthériens ou calvinistes. D’autres ressortent : tentations hégémoniques ou indépendantistes, rivalités commerciales, ambitions personnelles et jalousies familiales y trouvent leur exutoire.
La défenestration de Prague de 1618, épisode relativement anodin, est l'événement déclencheur du conflit, mais la disproportion est grande entre l’étincelle initiale et la gravité et la durée du conflit, qui ne peuvent se comprendre que par l'existence de causes profondes qui atteignent leur paroxysme pendant la même période.

### Catholiques contre protestants
À la suite de la prédication de Martin Luther, la Réforme se répand rapidement. De nombreuses principautés allemandes adoptent le protestantisme, ce qui divise l'Empire en deux camps opposés. La Contre-Réforme, dirigée par la maison de Habsbourg, a pour ambition de faire regagner au catholicisme le terrain perdu.
La paix d'Augsbourg (1555) confirme les conclusions de la première diète de Spire et met fin aux combats entre catholiques et luthériens dans les États allemands. Elle stipule que :
- les princes allemands (pour environ 360 d'entre eux) sont libres de choisir la confession (catholique ou luthérienne) de leurs territoires, selon leur conviction (ou l'intérêt de leur État), leurs sujets embrassant la religion du prince, selon une tradition remontant à l'Antiquité. La doctrine qui prévalut à l'issue de cette guerre est résumée dans la fameuse formule de compromis « Cujus regio, ejus religio » : « tel prince, telle religion » ;
- les luthériens qui habitent dans des principautés ecclésiastiques (dépendant d'un évêque) peuvent conserver leur foi ;
- les luthériens peuvent conserver les territoires conquis sur les catholiques depuis la paix de Passau en 1552 ;
- les dignitaires de l'Église catholique (évêques et archevêques) qui se sont convertis au luthéranisme doivent abandonner leurs domaines (évêchés et archevêchés).

Les tensions politiques et économiques s'accroissent entre les puissances européennes au début du XVIIe siècle. L'Espagne s'intéresse aux affaires allemandes car Philippe III d'Espagne est un Habsbourg et possède des territoires bordant à l'ouest certains États allemands. Les deux branches de la famille des Habsbourg restent si étroitement liées que leur politique extérieure est commune. Le roi d'Espagne en est le chef véritable.
La France s'intéresse aussi aux affaires allemandes, car elle surveille avec méfiance son encerclement par les territoires dépendant des Habsbourg. Son action est ambiguë et louvoyante, car le cardinal de Richelieu n'hésite pas à s'allier aux princes protestants pour contrer la maison d'Autriche, championne du catholicisme et de la chrétienté contre les Turcs, alors qu'il combat les protestants en France. La Suède et le Danemark s'intéressent aussi aux duchés de Poméranie et de Mecklembourg, dont les rivages bordent la mer Baltique, pour des raisons plutôt économiques mais non dénuées d'arrière-pensées politiques.
Les tensions religieuses se sont également accrues pendant la seconde moitié du XVIe siècle. La paix d'Augsbourg est mise à mal pendant cette période car des évêques convertis n'ont pas renoncé à leurs évêchés. Par ailleurs, le calvinisme se propage en Allemagne, ce qui ajoute une nouvelle confession. Les catholiques d'Europe orientale (Polonais et Autrichiens) souhaitent restaurer la primauté de la confession catholique.

### Pour les Habsbourg: conserver l’hégémonie
Les empereurs Rodolphe II puis Matthias Ier veulent avant tout accroître leur hégémonie ; ils sont donc parfois prêts à coopérer avec les protestants, ce qui est mal compris par leurs partisans. La lutte entre la maison d’Autriche et la monarchie française pour la suprématie en Europe dure depuis cent ans : le terrain est propice pour qu’elle s’y déploie sans ménagement.
Les Habsbourg sont en outre très tolérants (sauf en Espagne), ce qui favorise l’expansion des nouvelles religions, contribuant ainsi à multiplier les causes de querelles. La Suède et le Danemark, qui veulent contrôler l’Allemagne du Nord, sont dans le camp des luthériens.
Tout ceci dégénère en violence ouverte en 1606 dans la petite ville bavaroise de Donauwörth. La majorité luthérienne empêche la communauté catholique de faire une procession, ce qui déclenche une rixe. À la demande des catholiques, le duc Maximilien Ier de Bavière intervient et impose le retour de la ville au catholicisme. Après ces combats, les calvinistes, encore peu nombreux en Allemagne, se sentent les plus menacés et fondent la Ligue de l’Union évangélique sous la direction de l’électeur Frédéric V du Palatinat, époux d’Élisabeth Stuart, fille de Jacques Ier d’Angleterre. Le Palatinat du Rhin, qui est en sa possession, est précisément l’un des territoires de la vallée du Rhin que convoite l’Espagne, pour pouvoir y faire passer librement ses troupes du Milanais vers les Pays-Bas. En réaction, les catholiques s’unissent en 1609, sous la direction de Maximilien de Bavière et sous la bannière de la Sainte Ligue (catholique).
Un conflit indépendant, la guerre de Quatre-Vingts Ans entre l'Espagne et les Provinces-Unies, contribue à faire converger vers les pays allemands les armées espagnoles, alliées de l’Empire. En effet, l'Espagne ne dispose plus, depuis la déroute de l’Invincible Armada, de la suprématie sur les mers. Le passage des troupes par la voie maritime (océan Atlantique, Manche, mer du Nord) étant trop risqué, le moyen le plus sûr pour faire passer les troupes espagnoles de la péninsule ibérique vers le lieu des affrontements aux Pays-Bas espagnols est une route passant par la Méditerranée, Gênes, le Milanais, les cols alpins de la Valteline et la vallée du Rhin. Le jeu des alliances focalise sur ces différentes contrées l’affrontement entre les puissances rivales.
L’empereur Matthias Ier, également roi de Bohême, est sans descendance : se pose donc le problème de sa succession et de la conservation du titre impérial par les Habsbourg. Matthias souhaite que celui-ci revienne à son cousin germain Ferdinand de Styrie. Or, le roi de Bohême (titre électif en droit, mais habituellement dévolu à un Habsbourg) est un des sept princes-électeurs : Matthias abandonne le titre de roi de Bohême en 1617 et Ferdinand II lui succède, avec la perspective de pouvoir ainsi accéder à la dignité impériale à la mort de Matthias. Mais les Tchèques avaient obtenu du précédent empereur, Rodolphe II, par une lettre de majesté de 1609, des prérogatives leur assurant une certaine autonomie et des garanties concernant la liberté religieuse.
Or, Ferdinand II, catholique zélé qui a été éduqué chez les jésuites, veut voir revenir la Bohême dans le giron de l’Église catholique. Des incidents[Lesquels ?] survenus entre l’archevêque de Prague et les luthériens amènent le Conseil des Défenseurs de la Foi[C'est-à-dire ?] à convoquer une diète. Le roi s’y oppose par une lettre,.

### La défenestration de Prague
Le 23 mai 1618, dans l'aile Louis (cs) du Château de Prague, les Défenseurs de la foi hussite rencontrent deux émissaires catholiques de Ferdinand II, Martinitz et Slawata : ceux-ci sont passés par la fenêtre avec leur secrétaire, sans être sérieusement blessés car ils tombent sur un tas d’ordures,. Cet événement mineur, appelé la « défenestration de Prague », marque le début de la guerre de Trente Ans. La Révolte de Bohême est soutenue et accompagnée avec plus ou moins de conviction par les États voisins de Moravie, Silésie et Lusace.
Le 20 mars 1619, l’empereur Matthias meurt. Mécontents de leur nouveau roi, les Tchèques déposent Ferdinand II le 19 août et élisent à sa place l’électeur palatin (et ardent calviniste) Frédéric V, le 26 août, alors que l’élection impériale se tient à Francfort le 28 août. Un roi protestant à la tête de la Bohême signifie une majorité d’électeurs du Saint-Empire acquis au protestantisme (Brandebourg, Saxe, Palatinat et Bohême contre les trois princes-évêques de Cologne, Mayence et Trèves), ce qui serait un bouleversement considérable.
Les nouvelles de Bohême ne sont pas parvenues à Francfort et Ferdinand II est élu empereur : s’appuyant sur la Sainte Ligue et sur son cousin Philippe III d'Espagne, Ferdinand II se met en devoir de mater la révolte tchèque et d’éliminer son rival Frédéric V. De fait, ce dernier va très vite mécontenter ses sujets du fait de sa méconnaissance du pays et de son calvinisme intransigeant. Le décor est en place pour la conflagration.

## Belligérants
- Allié direct de l'empereur
- Soutien de l'empereur
- Opposant direct à l'empereur
- Soutien des opposants à l'empereur

### Liste des principaux acteurs
- Le Saint-Empire romain germanique
  - Ferdinand II (1578 – 1637)
  - Ferdinand III (1608 – 1657)
  - Charles-Bonaventure de Longueval, comte de Bucquoy (1571 – 1621)
  - Albrecht von Wallenstein (1583 – 1634)
  - Matthias Gallas (1584 – 1647)
  - Gottfried Heinrich von Pappenheim (1594 – 1632)
  - Ottavio Piccolomini (1599 – 1656)
  - Peter Melander (1585 – 1648)
  - Jean de Werth (1595 – 1652)
  - Raimondo Montecuccoli (1609 – 1680)

- La Ligue catholique
  - Maximilien Ier de Bavière (1573 – 1651)
  - Jean t'Serclaes, comte de Tilly (1559 – 1632)
  - Franz von Mercy (1590 – 1645)

- L’Union évangélique
  - Frédéric V du Palatinat (1596 – 1632)
  - Christian Ier d’Anhalt-Bernburg (1568 – 1630)
  - Heinrich Matthias von Thurn (1567 – 1640)
  - Ernst von Mansfeld (vers 1580 – 1629)
  - Georg Friedrich de Bade-Durlach (1573 – 1638)
  - Christian de Brunswick (1599 – 1626)
  - Bernard de Saxe-Weimar (1604 – 1639)

- L'Espagne
  - Philippe III (1578 – 1621)
  - Philippe IV (1605 – 1665)
  - Ferdinand d’Autriche, dit le « Cardinal-Infant » (1609/1610 – 1641)
  - Gaspar de Guzmán, comte-duc d'Olivares (1587 – 1645)
  - Ambrogio Spinola (1569 – 1630)

- Le Danemark
  - Christian IV (1577 – 1648)

- La Suède
  - Gustave II Adolphe (1594 – 1632)
  - Axel Oxenstierna (1583 – 1654)
  - Johan Banér (1596 – 1641)
  - Gustaf Horn (1592 – 1657)
  - Lennart Torstenson (1603 – 1651)
  - Carl Gustaf Wrangel (1613 – 1676)

- La France
  - Louis XIII (1601 – 1643)
  - Richelieu (1585 – 1642)
  - Jules Mazarin (1602 – 1661)
  - Louis II de Bourbon-Condé (1621 – 1686)
  - Turenne (1611 – 1675)
  - François-Henri de Montmorency-Bouteville (1628 – 1695)
  - Louis de Nogaret de la Valette (1593 – 1639)

- La Transylvanie
  - Gabriel Bethlen (1580 – 1629)

### Une guerre familiale
Ces souverains régnants qui s’affrontent si longuement ont d'étroites parentés :
- tous deux membres de la maison de Wittelsbach, Maximilien Ier de Bavière est cousin catholique du protestant Frédéric V du Palatinat, oncle et beau-frère de l'empereur Ferdinand III ;
- Charles Ier d’Angleterre est aussi un beau-frère de Frédéric V et de Louis XIII de France ;
- Louis XIII, beau-frère de Charles Ier d'Angleterre, est également beau-frère de Ferdinand III[d], de Victor-Amédée Ier de Savoie et (de deux façons) de Philippe IV d'Espagne, lui-même cousin puis gendre de l’empereur Ferdinand III ;
- etc.[15].

## Financement de la guerre

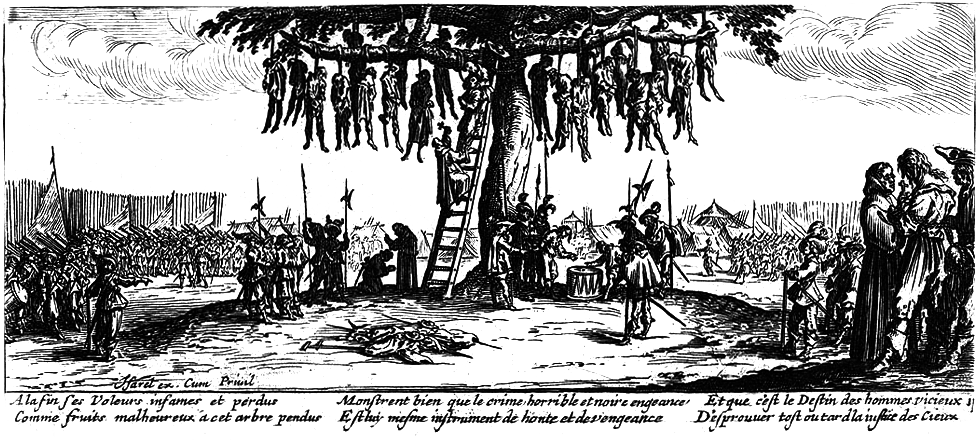
Les Grandes Misères de la guerre, série d'eaux-fortes réalisées par Jacques Callot, dépeignent les malheurs occasionnés par la guerre.

Les dégâts causés par les combats et la circulation incessante des troupes armées en campagne ou en débandade sont considérables, parfois inouïs. Les armées comprennent une majorité de mercenaires dont la paye n’est pas régulièrement assurée sur les budgets des États qui les emploient. Ainsi les soldats, mal payés, payés avec retard ou pas payés du tout, sont amenés à se rémunérer par eux-mêmes en fondant sur les populations civiles, qu’elles soient « ennemies » ou de leur propre bord. D’ailleurs Wallenstein développe au plus haut point (s’il ne l'inventa pas) le principe selon lequel « la guerre doit financer la guerre » c’est-à-dire que l’exploitation économique des pays conquis doit être la ressource principale de l’armée en campagne, quitte à demander à des financiers des avances sur le tribut à percevoir. Des fortunes colossales sont ainsi amassées sur le malheur des populations par des hommes sans scrupules tels que Wallenstein lui-même, Liechtenstein, Gottfried Heinrich zu Pappenheim ou Hans de Witte.
Les exactions sont nombreuses : tortures, massacres en masse d’innocents, viols, assassinats, etc. Des épisodes comme ceux du sac de Magdebourg, les atrocités commises au Palatinat ou en Franche-Comté par exemple, marquent les esprits pour des décennies et restent dans la mémoire collective pendant plus d’un siècle, alimentant en chaîne le cycle infernal des représailles et de la vengeance. Certaines régions de l’Allemagne ou de la France actuelles comme la Lorraine sortent de cet interminable conflit ruinées, dévastées, dépeuplées pour de longues années.
Les traités qui suivent la guerre de Trente Ans redessinent la carte de l’Europe en instaurant un nouvel équilibre des forces, consacrant le déclin de l’Espagne, l’affaiblissement durable de la maison d’Autriche, l’affirmation de la puissance de la Suède et de la France qui progresse en territoire germanique (reconnaissance de l'annexion des Trois-Évêchés par le Saint-Empire, acquisition d'une partie de l'Alsace), l’extrême morcellement politique de l’Allemagne en 439 principautés indépendantes, la reconnaissance de nouvelles nations (Provinces-Unies, Suisse).

## Déroulement

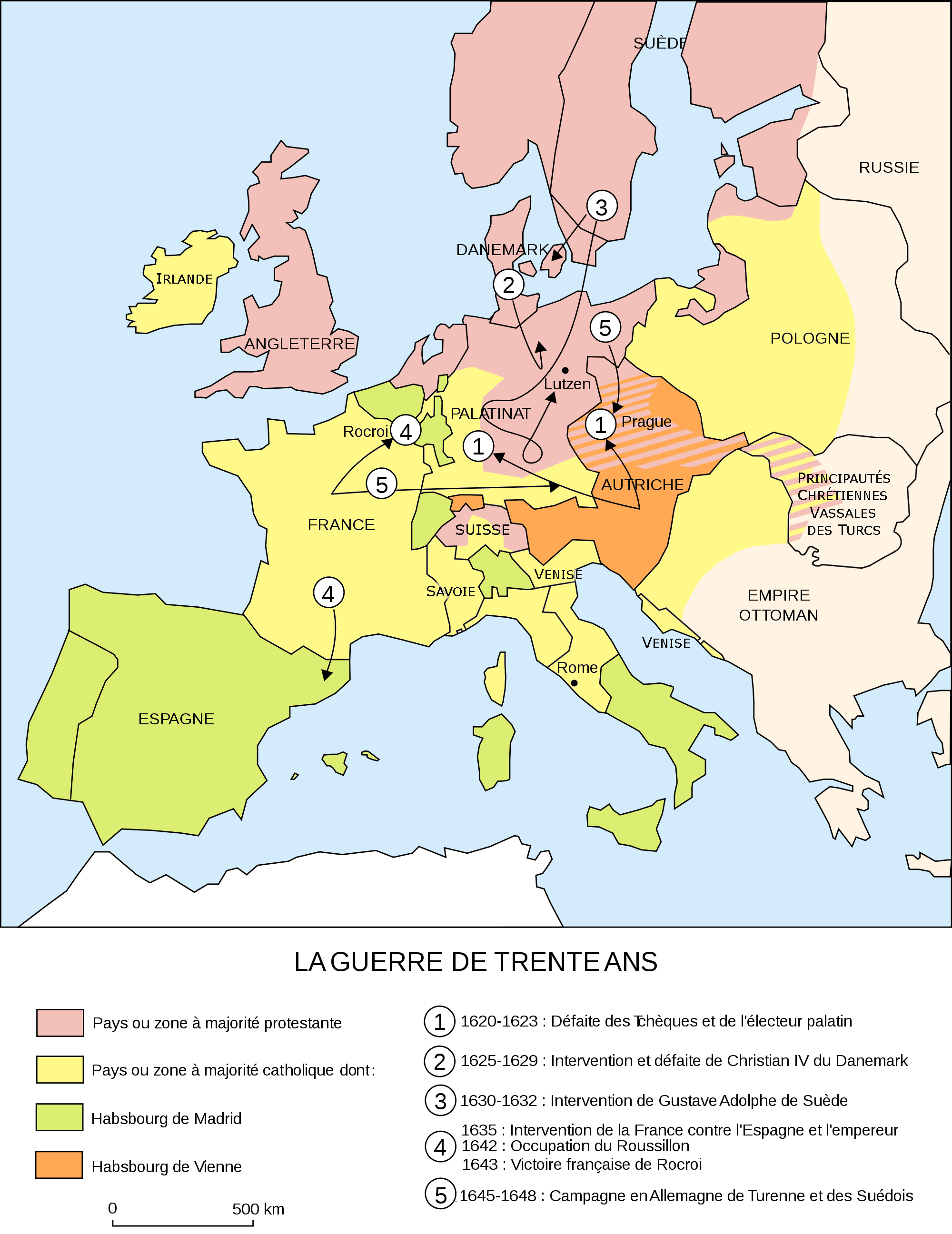
Carte de la guerre de Trente Ans.

On analyse traditionnellement la guerre de Trente Ans en quatre périodes successives correspondant chacune à un élargissement de l'ensemble des protagonistes. Chacune des trois premières périodes se termine en effet par un succès du camp impérial et catholique qui détermine un nouvel acteur à entrer en lice pour voler au secours du camp protestant.
Ces périodes sont :
1. la période bohémienne et palatine, de 1618 à 1625 ;
2. la période danoise de 1625 à 1629 ;
3. la période suédoise de 1630 à 1635 ;
4. la période française ou franco-suédoise de 1635 à 1648.

### La période bohémienne et palatine (1618-1625)

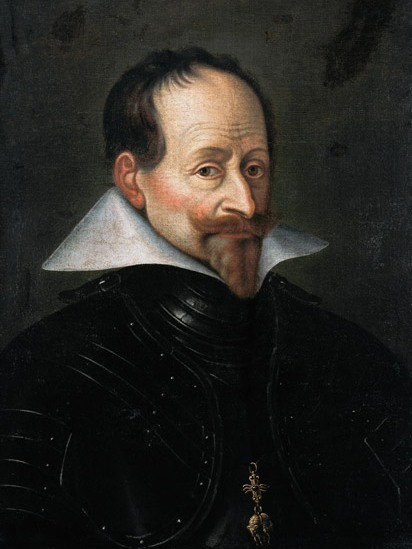
Maximilien Ier, duc puis électeur de Bavière, est l'un des premiers alliés de l'empereur Ferdinand II.

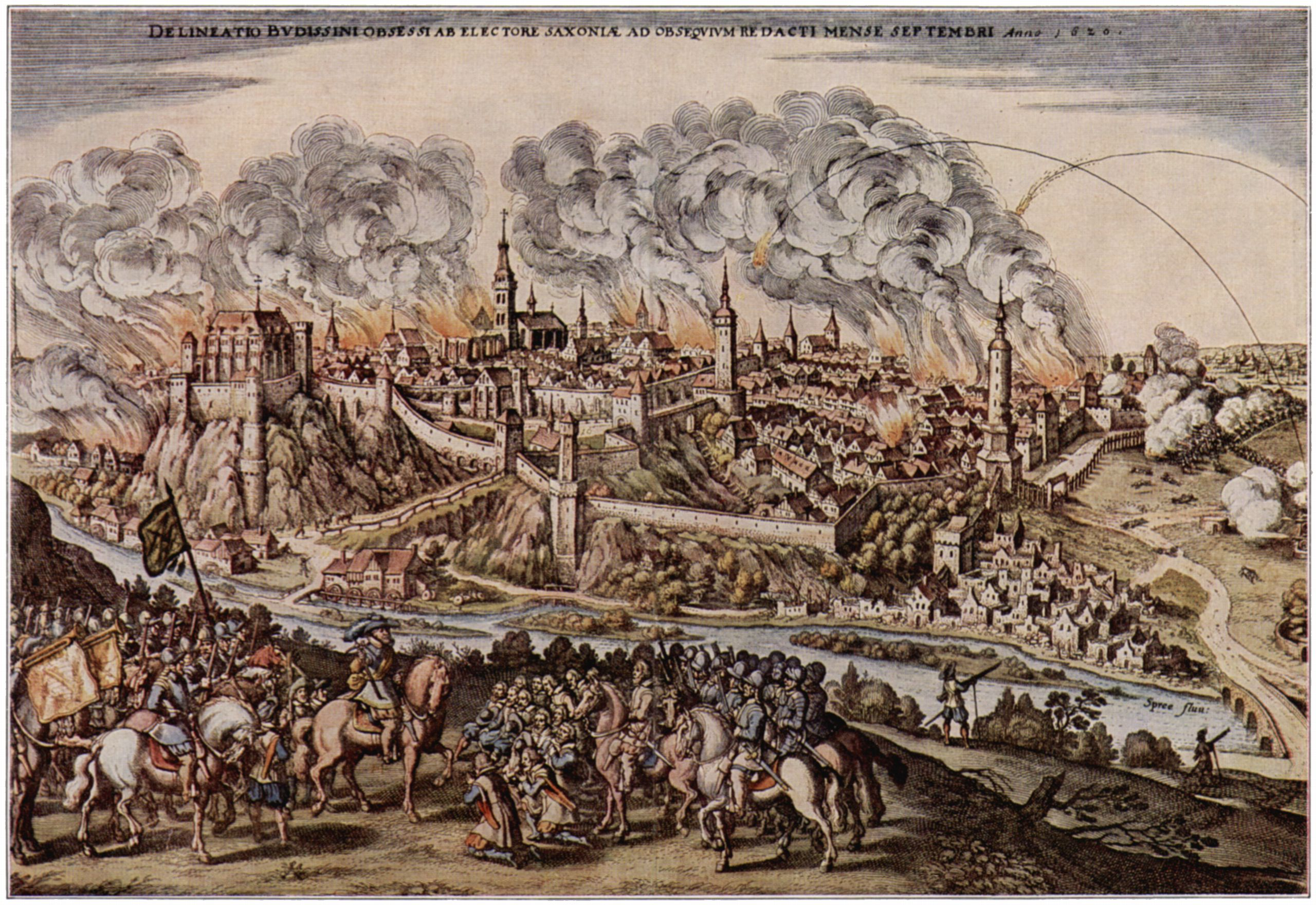
Bautzen, en Saxe, ici vers 1620, est à plusieurs reprises victime des combats.

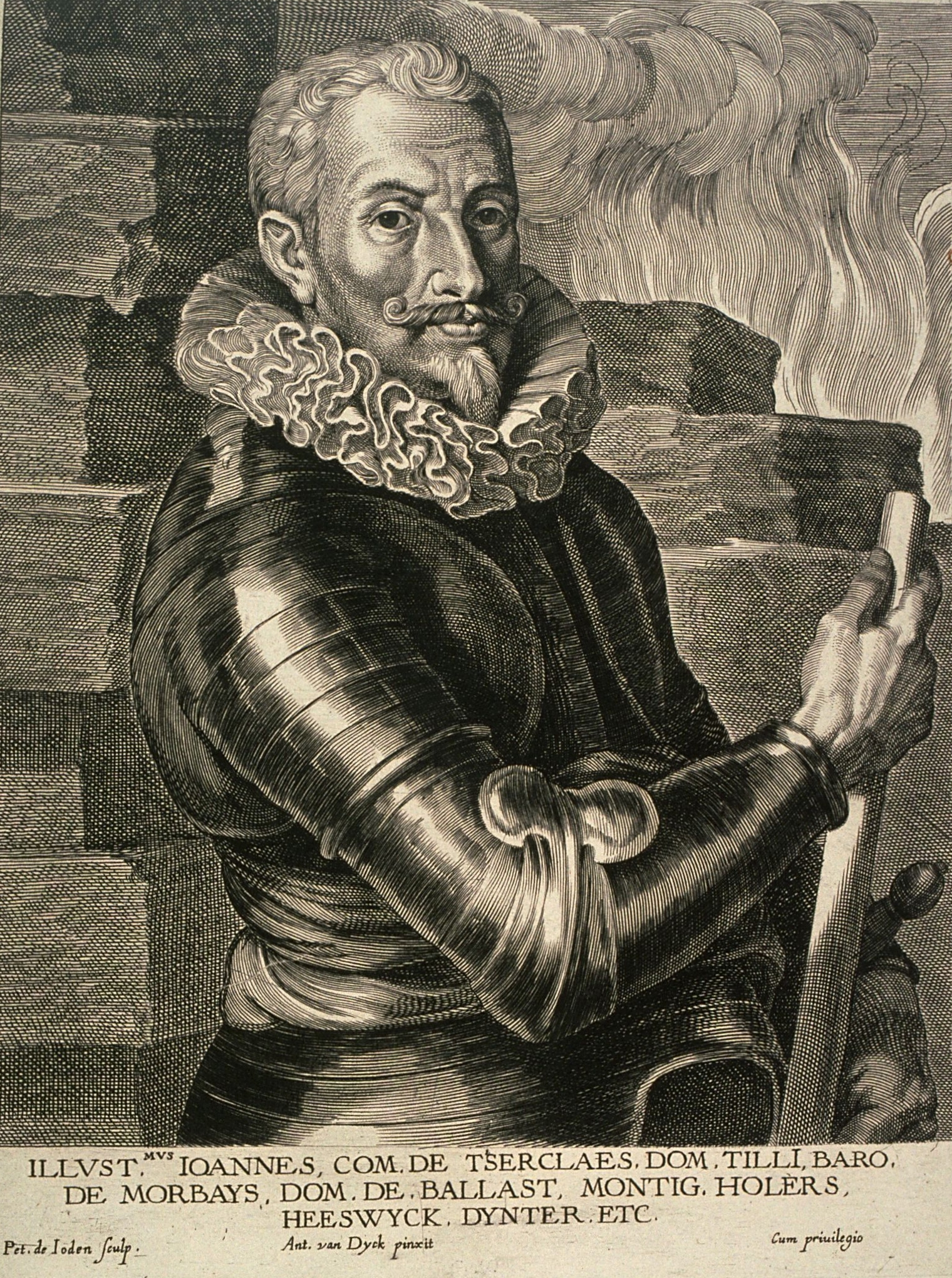
Jean t'Serclaes de Tilly (ici peint par van Dyck), dirige les armées du Saint-Empire et de la Ligue catholique jusqu'à sa mort en 1632.

Campagnes de Tilly et principales batailles survenant entre 1619 et 1623.

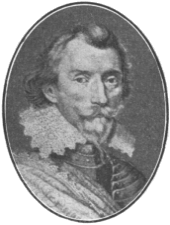
Ernst von Mansfeld, commandant des troupes de l'électeur palatin et roi de Bohême Frédéric V.

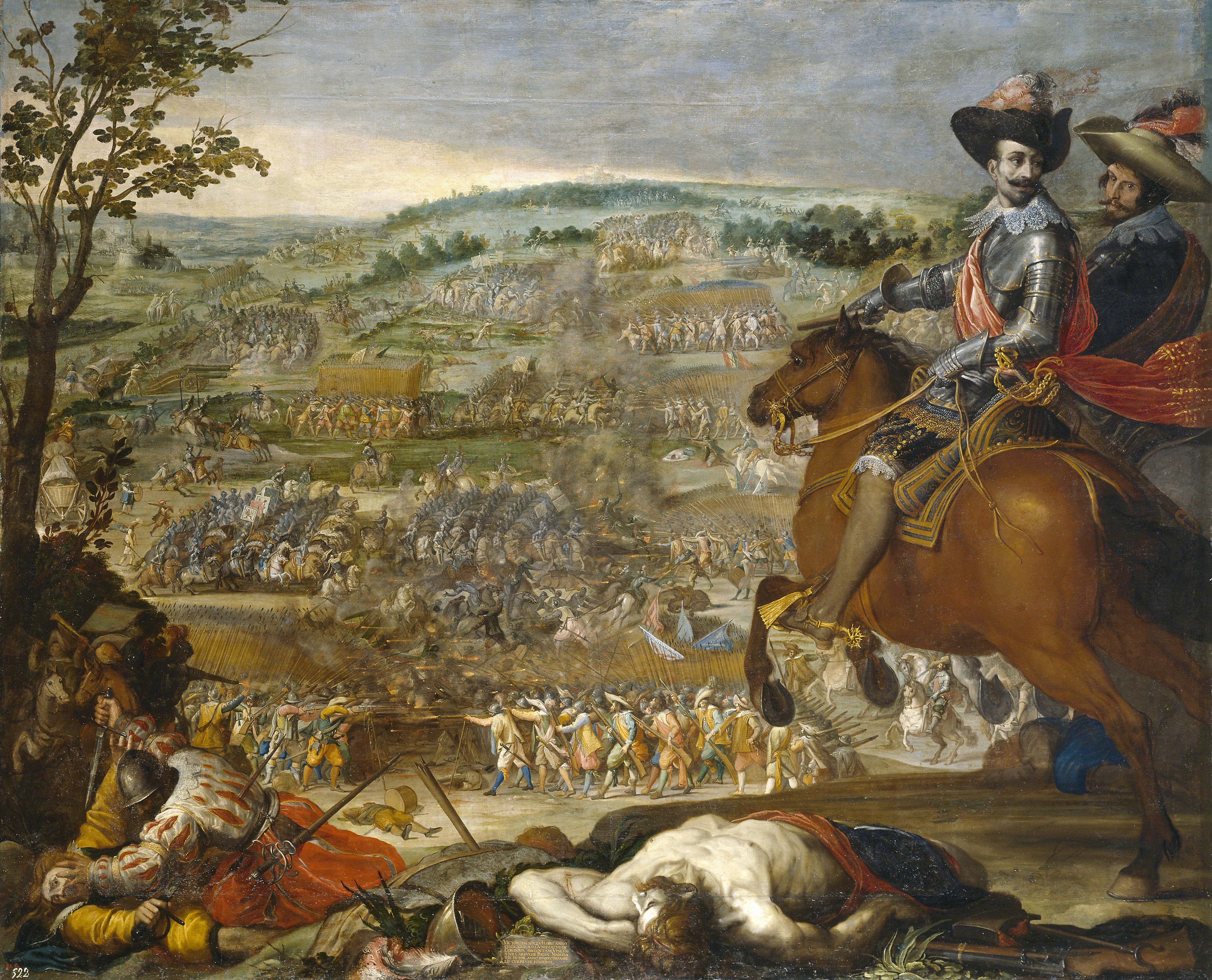
Représentation de la bataille de Fleurus (1622) par Vincenzo Carducci (musée du Prado).

Les Habsbourg allemands ont pour alliés la papauté, leur cousin Philippe III d'Espagne, Maximilien Ier de Bavière et sa Ligue catholique dont les armées sont commandées par Jean t' Serclaes, comte de Tilly. Les électeurs ecclésiastiques (princes-archevêques de Mayence, de Cologne et de Trèves, chefs temporels autant sinon plus que spirituels) font partie de la Ligue catholique (l’archevêque de Cologne est même le propre frère de Maximilien). Pourtant, l’archevêque de Trèves va plus tard, par ses intrigues et sa politique francophile, provoquer l’entrée en guerre de la France.
Le prince-électeur Jean-Georges Ier de Saxe est dans un premier temps du côté de l’empereur, bien que protestant : il espère des gains territoriaux et, de toute façon, voit d’un mauvais œil l’accroissement de puissance d’un de ses collègues électeurs — car, élu roi de Bohême, l’électeur palatin dispose de deux voix sur les sept du collège électoral institué par la Bulle d'or. Ce prince est par la suite un allié plus que versatile,.
Le Palatin compte sur l’appui au camp protestant du prince (protestant) de Transylvanie Gabriel Bethlen et sur l’aide financière des Provinces-Unies (celles-ci sont liées par la trêve de douze ans conclue avec l'Espagne en 1609, qui va bientôt se terminer). Mais il ne peut bénéficier de celui de son beau-père, Jacques Ier d’Angleterre, dont la politique incohérente cherche à ce moment l’alliance avec l’Espagne. De fait, Frédéric V, prince jeune, manquant d’expérience et de la stature politique qu'exige sa situation, va bien vite éprouver le défaut de motivation, de constance et/ou de courage de tous ceux qui pourraient lui apporter leur appui.
L’électeur palatin (calviniste) et le duc de Bavière (catholique) sont tous deux membres de la famille des Wittelsbach, le premier issu de la branche aînée qui possède la dignité électorale acquise au XIVe siècle et le second issu de la branche cadette qui ne jouit d'aucun statut électoral : l’opposition religieuse se double donc d’une longue jalousie familiale. En fait, Maximilien, qui aurait pu à un moment postuler à l’Empire, a obtenu de Ferdinand II, pour prix de son soutien, entre autres promesses, celle d'obtenir la dignité électorale de son cousin.
Les premiers combats ont lieu dès le mois de septembre 1618 avec le siège de Pilsen par les protestants allemands commandés par le comte Ernst von Mansfeld. Puis, en août 1619, les Bohémiens conduits par le comte de Thurn battent une armée impériale et menacent Vienne ; mais cet avantage est momentané. Le 26 août 1619, Ferdinand II succède à Matthias (mort le 19) à la dignité impériale, mais il est écarté du royaume de Bohême par la Diète de Prague qui offre la couronne à Frédéric V.
En Valteline (nord de l'Italie), les catholiques se révoltent contre la tutelle des Grisons (protestants) et conduisent, dans toute la région, le massacre des protestants en juillet 1620 : c'est le Sacro Macello, « boucherie sacrée » qui ouvre la guerre de la Valteline.
Le roi de France Louis XIII souhaite aider l’empereur. Malgré la rivalité des deux familles, ils ont en commun l’idéal monarchique, le désir de conforter le catholicisme contre les protestants et les Turcs, toujours menaçants à l’est. La France offre sa médiation, concrétisée à Ulm en juillet 1620 par une trêve entre catholiques et luthériens : la Bohême calviniste n’est donc pas concernée, et les armées catholiques peuvent l’attaquer librement : Tilly et Bucquoy écrasent les révoltés de Bohême à la bataille de la Montagne-Blanche (Bilà Hora) près de Prague le 8 novembre 1620. Leur déroute est complète et la reprise en main de la Bohême très énergique,.
Frédéric V est vaincu, un an et quatre jours après le début de son règne : il reste pour la postérité le Roi d’un hiver. Il est mis au ban de l’Empire, ses territoires sont confisqués et il doit s'exiler en Hollande. Il est plus tard déchu de son titre d’électeur au profit de Maximilien de Bavière. Celui-ci reçoit en outre une partie du Palatinat.
En Bohême, les responsables de la révolte sont condamnés à mort (exécution de 27 leaders protestants tchèques à Prague le 21 juin 1621), la Lettre de majesté de Rodolphe II est révoquée, une intense campagne de restauration du catholicisme et de germanisation est entreprise. La couronne élective devient héréditaire au profit des Habsbourg et le siège de la Cour est transféré à Vienne : l'exécution marque symboliquement la fin du soulèvement des nobles de Bohême et de la période bohémienne de la Guerre de trente ans.
Les Espagnols commandés par Spinola occupent le Palatinat qui leur servira d'étape stratégique importante entre leurs domaines du Milanais où stationnent leurs troupes et les Provinces-Unies. À la mort de Philippe III en 1621, son fils Philippe IV, qui n’a que seize ans, prend pour conseiller le comte-duc d’Olivares, catholique très zélé ; celui-ci, véritable responsable des affaires, est partisan convaincu d’une collaboration étroite avec les Habsbourg d’Autriche.
De nombreux princes protestants estiment que l’empereur a outrepassé ses droits ; c’est une cause majeure de la poursuite et de l’extension du conflit. Trois princes, à la tête de troupes de mercenaires, restent en armes : le comte Ernst von Mansfeld, le plus redoutable, retourne vers les rives du Rhin avec 20 000 hommes ; les deux autres, Christian de Brunswick et Georg Friedrich de Bade-Durlach ont chacun quinze mille hommes. Ces troupes d’aventuriers sont autant, sinon plus, motivées par l’appât du gain et les perspectives de pillage que par leur conviction religieuse. Tilly se porte vers les régions rhénanes pendant les années 1621-1622, et les affronte ensemble ou tour à tour au cours de plusieurs batailles (à Wiesloch, victoire protestante, à Wimpfen, à Höchst — victoires de la Ligue alliée aux Espagnols de Spinola) sans résultat définitif. Toutefois, lors de la bataille décisive de Stadtlohn le 6 août 1623, Tilly met en déroute complète l’armée de Christian de Brunswick : les forces catholiques contrôlent le sud et l’ouest de l’Allemagne mais ces combats sont accompagnés de destructions, de pillages et d’exactions très importants par les armées en campagne. La France voit avec dépit le déséquilibre qui s’instaure au profit du parti des Habsbourg.

### La période danoise (1625-1629)

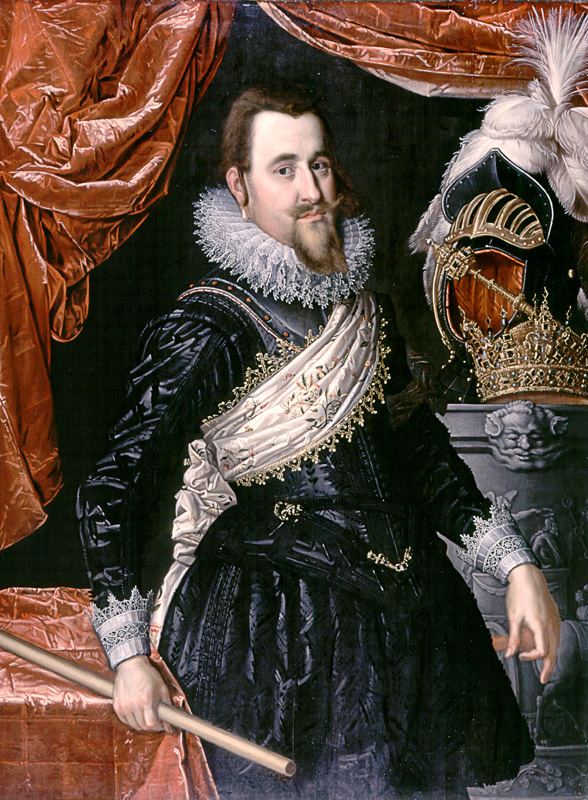
Christian IV de Danemark combat contre le Saint-Empire entre 1625 et 1629 puis s'allie à lui contre la Suède lors de la guerre de Torstenson, de 1643 à 1645.

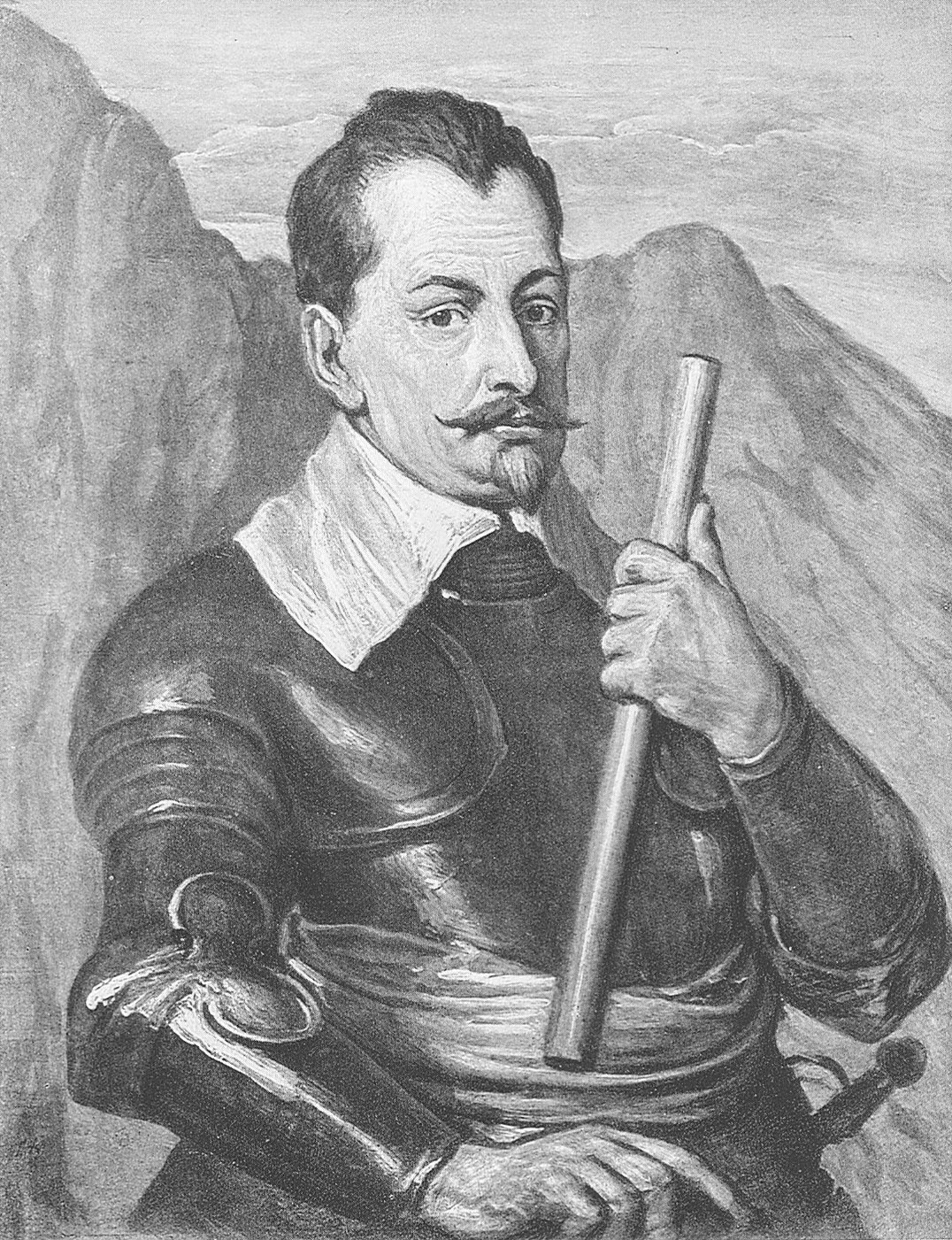
Albrecht von Wallenstein, condottiere au service du Saint-Empire.

En 1625, Christian IV de Danemark se décide à intervenir dans le conflit. Ce monarque luthérien, également duc de Holstein et, à ce titre, vassal de l’empereur, veut à la fois défendre le luthéranisme et, si possible, étendre ses possessions en Allemagne du Nord. La France, sollicitée mais en proie à des difficultés intérieures, se limite à accorder une aide financière. Les troupes danoises sont commandées par Ernst von Mansfeld. Elles trouvent sur leur route non seulement les armées de la Sainte Ligue dirigées par Tilly, mais aussi une armée impériale nouvellement levée et placée sous le commandement d’Albrecht von Wallenstein, le plus grand condottiere de son temps, homme d’intrigue autant — sinon plus — que militaire de talent.
Les Danois et leurs alliés allemands sont défaits tour à tour par Wallenstein le 25 avril 1626 à Dessau (pour les Allemands), et par Tilly le 27 août à Lutter (pour les Danois). Wallenstein livre bataille et vainc Gabriel Bethlen à Neuhäusel en Hongrie. Puis les armées catholiques, à nouveau réunies, traversent le Holstein et pénètrent au Jutland : pour sauver son royaume, Christian IV est contraint de signer la paix de Lübeck le 12 mai 1629, par laquelle le Danemark s’engage à ne plus intervenir dans les affaires de l’Empire. C’en est fini de ce pays en tant que grande puissance européenne. Les forces catholiques dominent l’Allemagne du Nord, malgré l’échec de Wallenstein devant la ville hanséatique de Stralsund (les princes catholiques, inquiets de la domination de Wallenstein, s’opposent à ce que Tilly le rejoigne). Wallenstein s’est lui-même toujours abstenu de trop aider Tilly lorsqu’il en a eu la possibilité : alors que ce dernier est toujours motivé par sa fidélité à ses convictions et à son camp, Wallenstein est principalement mû par l’ambition personnelle.
Débarrassé du danger danois, l’empereur peut envoyer ses troupes en Italie du Nord pour appuyer les Espagnols qui combattent les troupes françaises envoyées par Richelieu dans la guerre de Succession de Mantoue et du Montferrat.
L’empereur récompense richement Wallenstein en ajoutant à ses possessions en Bohême de nouveaux territoires en Silésie et dans le Mecklembourg et en le nommant amiral de la Baltique : véritable maître de l’Allemagne du Nord, il devient un « presque souverain », d'où la jalousie des princes de la Ligue catholique. Par ailleurs, la France agit en sous-main pour les convaincre qu’ils ont intérêt à limiter les pouvoirs de l’empereur. À la diète de Ratisbonne en août 1630, ils imposent à Ferdinand II de relever Wallenstein de son commandement. Celui-ci se retire dans ses domaines de Bohême et Tilly le remplace à la tête des troupes impériales. Les effectifs des armées catholiques sont diminués.
Par ailleurs, l’édit de restitution du 6 mars 1629 pris par Ferdinand II exige le retour à l’Église catholique de tous les biens perdus par elle depuis 1552 et Tilly est chargé de son application. Il y gagne auprès des protestants une réputation détestable, largement outrancière car lui-même fait ce qu’il peut pour limiter les exactions de ses troupes,.

### La période suédoise (1630-1635)

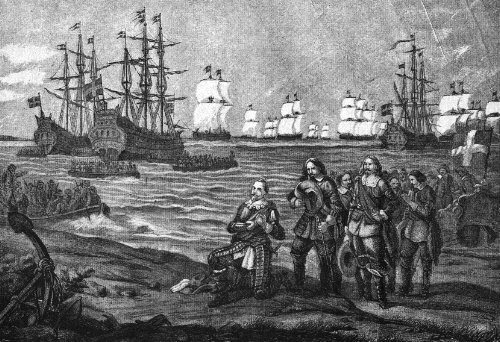
Gustave II Adolphe, roi de Suède, débarque en Allemagne pour y combattre le Saint-Empire.

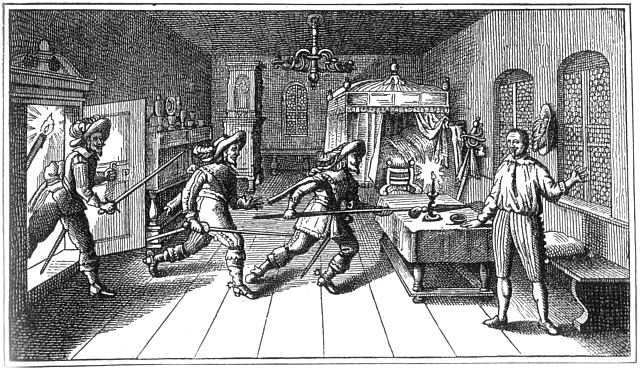
L'assassinat d'Albrecht von Wallenstein le 25 février 1634.

La diplomatie de la France s’exerce aussi auprès du roi de Suède Gustave II. La Suède, puissance montante de la Baltique qui vient de vaincre la Pologne, a des vues sur la Poméranie et voit défavorablement la puissance catholique s’installer en Allemagne du Nord. Par le traité de Bärwald le 23 janvier 1631, Gustave Adolphe s’engage à intervenir en Allemagne et la France à lui verser 400 000 écus par an. Les Suédois doivent respecter le culte catholique et l’indépendance de la Bavière. Dès la fin du mois, ils mettent pied en Poméranie et au Mecklembourg. Un traité secret est par ailleurs conclu entre la France et la Bavière pour se garantir mutuellement leurs possessions sur le Rhin.
Gustave Adolphe est un génie militaire. Il commence par éviter le combat contre l’armée de Tilly, afin de lui ôter l’initiative. Celui-ci, probablement pour forcer son adversaire au combat, investit la ville protestante de Magdebourg où se tient une garnison suédoise. Ravagée par l’incendie et mise à sac (voir sac de Magdebourg) sans que les circonstances en soient complètement éclaircies, la ville est réduite en ruines. Tilly se retire vers la Thuringe, ravage la Saxe (qui se rallie alors aux Suédois) et affronte Gustave Adolphe le 17 septembre à Breitenfeld,. L’armée impériale est écrasée. Gustave Adolphe poursuit son avancée vers le sud, combattant à plusieurs reprises l’armée impériale reconstituée. Les pays sillonnés sont dévastés, les Suédois atteignant la Franconie, l’Alsace, la Lorraine et en particulier les Trois-Évêchés, les pays rhénans avec la ville de Mayence (l'Aurea Moguntia) et se dirigent vers Munich.
Ferdinand II ne peut que rappeler Wallenstein. Celui-ci accepte de recruter et diriger une nouvelle armée mais pose des conditions telles qu'il négocie à égalité avec l’empereur. Les armées catholiques ne font pas leur jonction : pendant que Wallenstein chasse les Saxons de Bohême, Tilly affronte une nouvelle fois les Suédois à Rain am Lech le 15 avril 1632 : il y est grièvement blessé et ses troupes sont vaincues. Lui-même, après avoir organisé la défense de Ratisbonne et d’Ingolstadt, meurt dans cette dernière ville.
Wallenstein s'installe dans le camp fortifié de Zirndorf non loin de la ville de Nuremberg occupée par les Suédois. Ceux-ci assiégés tentent vainement de le déloger et subissent leur première défaite majeure du conflit en attaquant vainement ses positions d'Alte Veste le 3 septembre 1632. Ils sont contraints d'abandonner Nuremberg tandis que Wallenstein prend l'offensive, s'empare de Leipzig et menace les liaisons des Suédois avec la Baltique. Les adversaires se rencontrent à la bataille de Lützen le 16 novembre 1632. Gustave Adolphe est tué au cours de l’affrontement, mais les Suédois remportent néanmoins la victoire sous le commandement repris par Bernard de Saxe-Weimar. La mort de Gustave Adolphe désorganise quelque peu le commandement de l’armée suédoise.
L'héritière du royaume, Christine de Suède, âgée de 6 ans, laisse gouverner le régent Axel Oxenstierna qui poursuit la politique allemande de Gustave Adolphe.
De son côté, Wallenstein n’exploite pas l’avantage qu’il aurait pu tirer de la nouvelle situation et commence à travailler pour son propre compte, négociant avec les ennemis de l’empereur (Suède, France, électeurs de Saxe et de Brandebourg) dans le but de se constituer son propre royaume. Ferdinand II, convaincu de sa trahison, le relève secrètement de ses fonctions et le fait assassiner le 25 février 1634 avec l’aide de certains de ses généraux, notamment Ottavio Piccolomini et Matthias Gallas,.
Les catholiques peuvent alors reprendre l’avantage, menés par l'archiduc Ferdinand, (futur Ferdinand III) avec ces généraux ralliés à l’empereur ; ils battent les protestants à Ratisbonne le 26 juillet puis, avec l’aide des Espagnols sous le commandement de l’autre Ferdinand (fils de Philippe III d'Espagne, cousin du précédent), le Cardinal-Infant en route vers les Pays-Bas, à Nördlingen le 6 septembre 1634,.

### La période française (1635-1648)

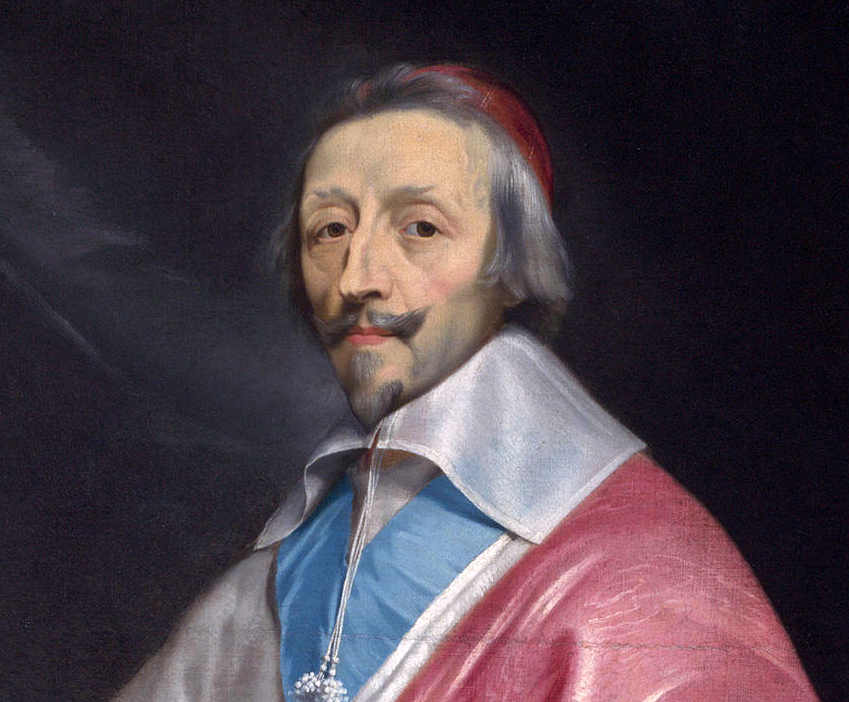
Armand Jean du Plessis de Richelieu (ici peint par Philippe de Champaigne), bien que cardinal de l'Église catholique, engage la France aux côtés des États protestants pour lutter contre l'hégémonie des Habsbourg.

Depuis le début de la guerre, la France s’était toujours soigneusement tenue à l’écart des combats tout en appuyant depuis 1625 les opposants à l’Empereur et au roi d’Espagne par sa diplomatie et ses subsides. Ses seules implications directes se sont exercées dans des zones périphériques :
- Valteline occupée en 1624-1625 pour couper les communications entre le Milanais espagnol et l’Autriche[60] ;
- Saugeais occupé et détruit en partie par ses armées ; on dut par la suite reconstruire l’abbaye de Montbenoît ;
- Duché de Mantoue et Montferrat, à l'occasion de la guerre de Succession de Mantoue (1628-1631)[61],[62] ;
- Lorraine occupée en 1633 parce que son duc, Charles IV, a une position hostile à la France. C’est le temps du premier siège de La Mothe.

Cette politique n’est pas sans contradictions car Richelieu, cardinal de l’Église catholique et adversaire impitoyable des forces centrifuges[pas clair], notamment protestantes, à l’intérieur du royaume, s'allie aux protestants étrangers contre les Habsbourg, champions du catholicisme. Les considérations religieuses s'opposent donc aux considérations politiques et à la volonté de contenir la puissance des Habsbourg. Or ceux-ci finissent par l’emporter sur leurs divers adversaires. Pour maintenir l’équilibre désiré, la France n’a plus d’autre solution que de s’engager directement dans le conflit. Cet engagement est précédé d’une intense activité diplomatique et de la négociation de multiples traités avec les ennemis de l’Empereur et du roi d’Espagne (ce dernier est d’ailleurs, plus que l’Empereur, le principal adversaire). Avec les Hollandais est notamment prévu le partage des Pays-Bas espagnols (grosso modo l'actuelle Belgique, la Flandre française, le Hainaut français, le Cambrésis et l'Artois).
Les Suédois ont subi un revers mais, contrairement aux Danois quelques années plus tôt, ils ne sont pas anéantis et ils continuent à intervenir en Allemagne jusqu’à la fin de la guerre, avec des généraux de valeur tels que Johan Banér ou Lennart Torstenson. Les Impériaux ne peuvent jamais tourner toutes leurs forces contre la France. Souvent les armées française et suédoise coordonnent leur action ou tentent de se rejoindre pour forcer l’ennemi commun.

#### Intervention française (1635)
Par précaution, les Espagnols occupent Philippsbourg, Spire, Landau et enfin Trèves dont l’archevêque Philipp Christoph von Sötern, l’un des princes-électeurs, s’est mis sous la protection de la France : Richelieu prend ce prétexte pour déclarer, le 19 mai 1635, la guerre à l’Espagne, adversaire le plus direct des intérêts français. Les armées françaises, fortes de 120 000 hommes, vont intervenir dans quatre secteurs dont trois principaux :
- vers le nord, où les Pays-Bas espagnols se trouvent pris en tenaille entre la France et les Provinces-Unies ; le commandement est aux maréchaux de Châtillon et de Brézé[65] ;
- vers l’est (duché de Lorraine, Alsace et pays rhénans, Franche-Comté – alors possession de l’Empire) ; le commandement est au cardinal de La Valette et à Bernard de Saxe-Weimar qui escompte acquérir une principauté en Alsace ;
- en Italie du nord, dans le Piémont sous le maréchal de Créquy et dans la Valteline sous le duc de Rohan ;
- dans le secteur des Pyrénées ne se trouve qu’un corps d’observation.

Les combats se portent vers les Pays-Bas où Châtillon et Brézé vainquent les Espagnols à la bataille des Avins le 20 mai 1635 avant de se joindre au prince d’Orange Frédéric-Henri. Mais des atermoiements franco-hollandais permettent aux Espagnols de recevoir des renforts et de sauver leurs possessions. C’est à ce même moment qu'est négociée la Paix de Prague entre l’Empereur et plusieurs princes protestants dont l’Électeur de Saxe : les armées impériales commandées par Piccolomini peuvent alors se retourner vers les Pays-Bas. Sur le Rhin, les impériaux commandés par Matthias Gallas, alliés aux troupes de Charles de Lorraine, font équilibre aux troupes de la France et de Bernard de Saxe-Weimar. En Italie, l’invasion du Milanais ne peut se faire du fait de l’alliance peu fiable du duc de Savoie et malgré les succès des troupes stationnées en Valteline.

#### Avantage aux Impériaux (1636)
La campagne de 1636 est très difficile pour la France. Les opérations en Italie piétinent, de même que celles d’Alsace ; une opération menée en Franche-Comté contre Dole se solde par un échec et Gallas envahit la Bourgogne avant d'échouer au siège de Saint-Jean-de-Losne et de devoir repasser le Rhin à l'arrivée de renforts ; dans le nord, les Espagnols et leurs alliés, sous le commandement d’Ottavio Piccolomini, de Jean de Werth et du Cardinal-Infant, gagnent du terrain, prenant finalement Corbie (sur la Somme) le 15 août. Paris est donc directement menacé, mais Louis XIII parvient après le siège de Corbie à reprendre la ville, le 14 novembre. Pourtant au Sud, l'Espagne s'est emparée de Saint-Jean-de-Luz et menace le Sud-Ouest.
Le 4 octobre, le général suédois Johan Banér défait les Impériaux à Wittstock, ce qui contribue à alléger les difficultés françaises en relançant le camp protestant. Ferdinand II va bientôt mourir. Son fils et successeur Ferdinand III appelle les troupes de Gallas qui rejettent les Suédois en Poméranie. C’est la fin de la supériorité suédoise incontestée en Allemagne.

#### Confusion etstatu quo(1637-1638)
Les hostilités en 1637 et 1638 sont marquées par la confusion et un relatif statu quo. Les faits les plus marquants sont en 1637 la mort des ducs de Mantoue et de Savoie, et le début de régence difficile de la duchesse de Savoie, Christine, la sœur de Louis XIII, en butte aux intrigues de ses beaux-frères, Thomas et Maurice, alliés aux Espagnols. En 1638, ce sont la défaite française à Fontarrabie (au Pays basque) le 7 septembre et la destruction d’une flotte espagnole le 22 août ainsi que la prise de Brisach, clef de l’Alsace et de la Souabe par Bernard de Saxe-Weimar le 19 décembre. À cette même époque, Mazarin devient l’homme de confiance de Richelieu qui vient de perdre son « éminence grise », le père Joseph.
Côté français, sur le front nord, la stratégie consiste à exploiter la victoire de Corbie en repoussant toujours plus au nord la « ligne de front » tout en la cloisonnant. Ainsi, la reconquête du château de Bohain, et les prises de Landrecies le 26 juillet 1636, de Maubeuge et de La Capelle respectivement les 5 août 1636 et 28 septembre 1636 sécurisent Thiérache et Vermandois des coups de force de détachements de cavalerie croate impériale qui sévissent en Picardie, à partir de 1636, depuis les collines d'Artois et le Hainaut.

#### Les impériaux sur la défensive (1638-1642)

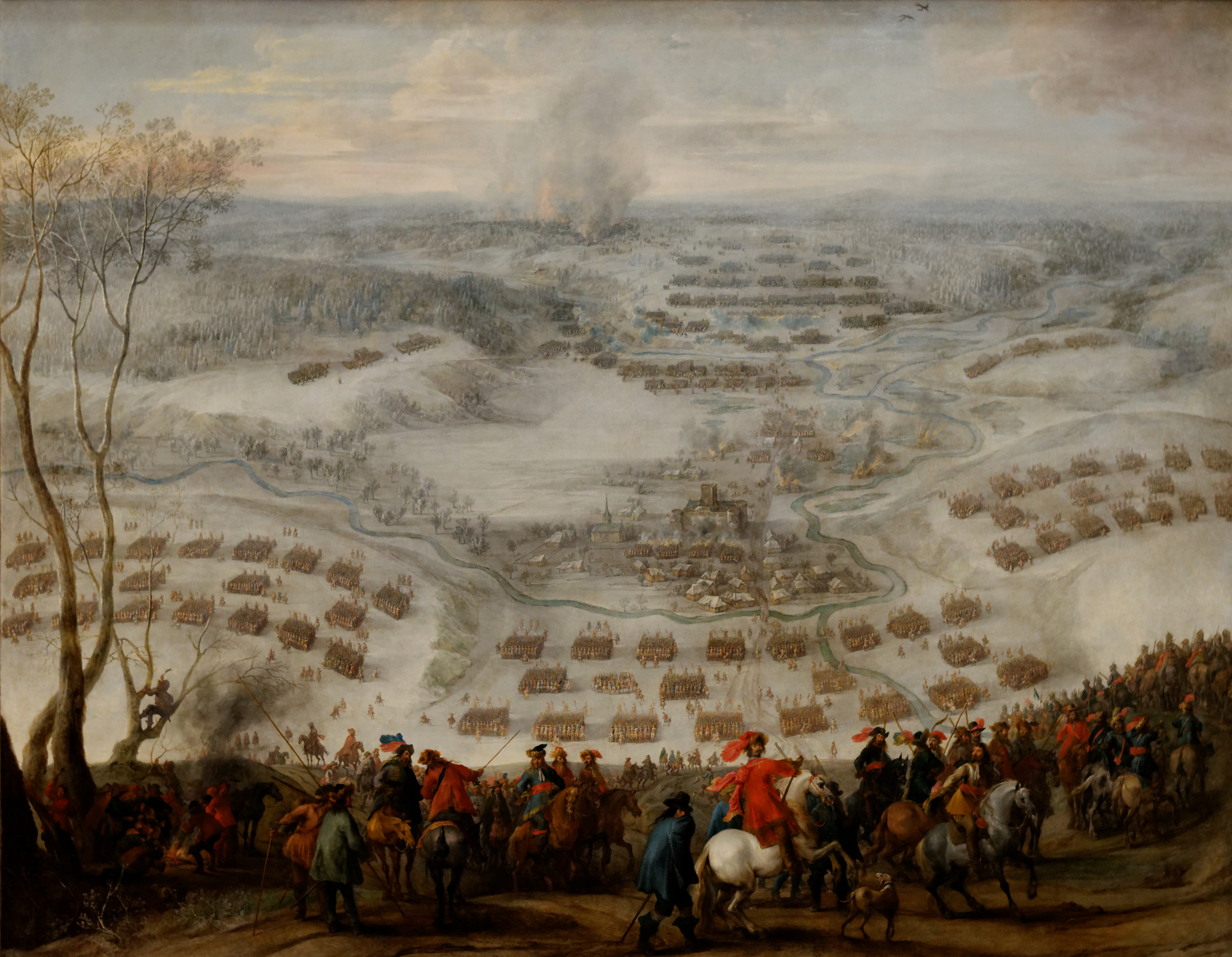
Le Siège de Presnitz, 1641, Peeter Snayers, 1648. Banér et Piccolomini (représenté au centre) participèrent à ce siège.

Sur ordre du roi, au début du printemps 1638, l'armée française regroupe ses forces à Saint-Quentin. L'objectif de la campagne est alors de parvenir à placer la Picardie occidentale à couvert après la protection réussie de son flanc oriental en 1637. Le maréchal de Châtillon prévoit de s'introduire en territoire ennemi avec pour objectif de s'emparer de la place de Saint-Omer tandis que le maréchal de La Force et sa troupe font diversion en feignant de marcher sur Cambrai via Le Catelet.
Châtillon arrive le 25 mai 1638 devant Saint-Omer qui, renforcée, lui oppose une résistance farouche. Louis XIII ordonne alors à La Force de lever le camp de devant le Catelet et d'aller appuyer sur le champ le maréchal de Châtillon afin d'assurer la logistique de son armée au cas où les Espagnols décideraient de marcher sur Saint-Omer. Tel est effectivement le cas et après plusieurs manœuvres successives de part et d'autre, le prince Thomas de Savoie-Carignan, ayant renforcé la garnison du château de Ruminghem, contre-attaque et prend l'armée du marquis de La Meilleraye de vitesse. Il s'empare d'une redoute stratégique positionnée à proximité de Ardres. Le 8 juillet, l'armée du comte Piccolomini et la cavalerie du comte de Nassau arrivent pour soutenir le prince Thomas. De La Force engage la bataille à Zouafques pour profiter de l'effet de surprise et du terrain. Son armée repousse les forces espagnoles dans des marécages. Le lieutenant-général Colloredo est tué ainsi que deux mille cavaliers. Mais, la contre-attaque du prince Thomas sur des positions françaises assiégeant Saint-Omer prive La Force de victoire. Ce dernier doit se retirer pour assister Châtillon devant la ville et l'aider à lever, le 15 juillet 1638, un siège désormais mal engagé. Les garnisons françaises prennent quartier à Nielles à partir du 17 juillet afin de protéger, comme prévu, le flanc occidental de la Picardie.
Après un début d'année 1639 sans importance sur le plan des opérations militaires — si ce n’est la mort de Bernard de Saxe-Weimar dont l’armée passe sous les ordres du comte de Guébriant —, l'armée française, plus puissamment armée, après son échec devant Saint-Omer, repasse à l'offensive sur le front nord et prend successivement Hesdin le 29 juin 1639 et Arras, le 9 août 1640. Le 18 septembre 1640, dans la foulée de cette importante victoire, Mazarin, commandité par Richelieu, retourne le prince Thomas de Savoie en lui proposant par traité de se placer sous la protection de la France. Durant le printemps 1641 et jusqu'en septembre 1641, d'autres place fortes espagnoles, telles que Aire-sur-la-Lys, Lens, Bapaume et La Bassée, tombent. Le royaume de France contrôle désormais de nouveau l'Artois.
Sur le front oriental les hostilités sont moins intenses. Banér et de Guébriant lancent en 1640 une nouvelle attaque contre les Impériaux rapidement mise en échec par Piccolomini. Banér meurt l’année suivante. Cette même année, le sort des armées en Italie du Nord fait rentrer les États de Savoie dans la dépendance de la France. De plus, deux couronnes dépendant de la Maison d'Autriche secouent le joug : le Portugal appelle au trône Jean de Bragance, de la maison d’Aviz, et la Catalogne reconnaît Louis XIII comme comte de Barcelone et de Roussillon le 23 janvier 1641. La France envoie une armée, commandée par Lamothe pour prendre possession de la nouvelle province. Plusieurs places sont prises et le siège est mis devant Tarragone que bloque aussi la flotte française commandée par l’archevêque de Sourdis. Les Espagnols la battent et les Français doivent lever le siège.
Des tractations commencent dès 1641 pour ouvrir des négociations de paix, que tous les belligérants commencent à appeler de leurs vœux. Cet espoir ne doit se concrétiser que plusieurs années après, alors que les combats continuent toujours, malgré la lassitude générale.
La France renoue avec le succès en Italie à Ivrée, Coni et en Allemagne où le comte de Guébriant bat Piccolomini à Wolfenbüttel le 25 juin 1641 et Lamboy et Mercy à Kempen (en) le 17 janvier 1642 et où le général suédois Lennart Torstenson remporte sur les Impériaux la bataille de Leipzig, aussi connue comme la seconde bataille de Breitenfeld, le 23 octobre 1642. Cette même année, le maréchal de Lamothe est forcé d'évacuer la Catalogne malgré son succès du 7 octobre sur les Espagnols de Leganez à la bataille de Lérida.

#### Progrès français (1642-1643)
Richelieu veut forcer l’Espagne en la menaçant directement. Au printemps, Louis XIII et lui-même, bien que tous deux malades, partent avec une armée pour conquérir le Roussillon, dans le cadre de la guerre des faucheurs. Richelieu doit s’arrêter mais le roi engage le siège de Perpignan, qui est prise le 9 septembre. Au mois de juin une armée française a battu les deux beaux-frères de Christine de Savoie. Le 4 décembre 1642 meurt Richelieu ; Louis XIII le suit dans la tombe le 14 mai 1643, laissant la régence à une épouse peu aimée, Anne d’Autriche qui est flanquée d’un conseil de régence composé entre autres de Mazarin et de Pierre Séguier.
Profitant de ces circonstances, les Espagnols s’avancent en Champagne. Ils y sont sévèrement défaits à la célèbre bataille de Rocroi le 18 mai 1643, par un général de 22 ans, Louis de Bourbon, duc d'Enghien, surnommé plus tard « le grand Condé ». Celui-ci s’empare plus tard de Thionville. D’autres succès français se font en Italie, en Espagne, y compris sur mer, où la flotte française est maîtresse de la Méditerranée et s'illustre lors de la bataille navale de Carthagène. Ces succès sont contrebalancés par des revers en Allemagne (Rantzau battu à la bataille de Tuttlingen), à la faveur desquels le commandement du comte de Guébriant passe au maréchal de Turenne. Opposé aux impériaux de Mercy, qui a pris Fribourg le 29 juillet 1644, Turenne commandant l'Armée de l'Allemagne est rejoint par le duc d’Enghien et son Armée de France. Entre le 3 et le 5 août 1644, une bataille meurtrière entre les Français et les troupes impériales fait rage sur les collines de l’alentour de Fribourg. À la fin, Fribourg reste impériale mais les Français se rendent maîtres de la vallée du Rhin.

#### Paroxysme et fin de la guerre (1645-1648)

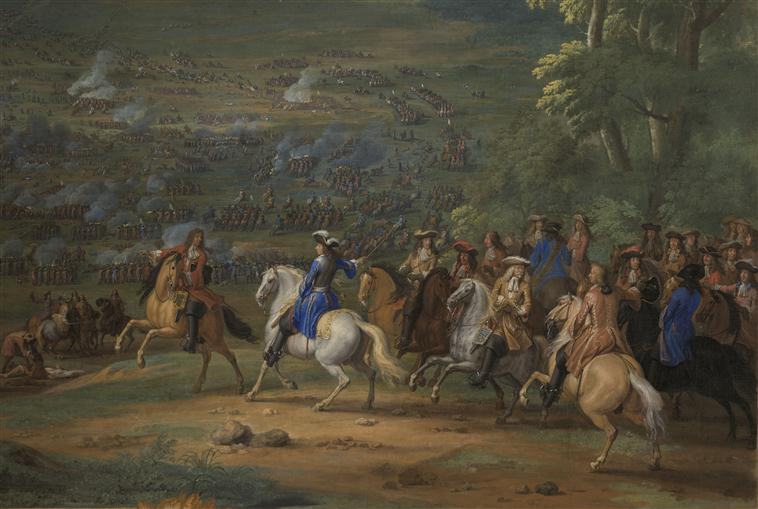
La bataille de Rocroi (ici, le Grand Condé duc d'Enghien au combat), voit la fin de la suprématie des tercios espagnols, au profit de l'armée française.

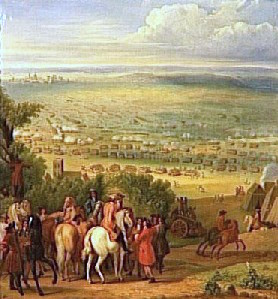
La bataille de Lens, qui voit le 20 août 1648 la victoire de l'armée française sur l'armée espagnole, est la dernière bataille de la guerre de Trente Ans.

Les principaux événements de 1645 se déroulent en Allemagne. Torstenson continue ses campagnes victorieuses (Bohême, Silésie, Moravie), s'approchant de Vienne. Turenne veut le rejoindre, dans des conditions difficiles en raison de l'indiscipline de ses soldats, et Mercy en profite pour lui infliger la défaite de Mergentheim. Rejoint par le duc d'Enghien, il rencontre les Impériaux à la seconde bataille de Nördlingen, le 3 août, où Mercy est tué. Mais Torstenson ne peut forcer Vienne, doit se retirer en Bohême pendant que les Français évacuent leurs éphémères conquêtes, en les dévastant systématiquement.
Les campagnes de 1646 et 1647 voient à nouveau des opérations tour à tour favorables à chacun des camps, en Italie du nord et dans les Pays-Bas espagnols. Les Français commandés par le duc d'Enghien s'emparent de plusieurs villes de Flandres, mais après la prise de Dunkerque, les Hollandais font une trêve avec les Espagnols (laquelle trêve se termine par une paix définitive) et ces derniers peuvent reprendre pied. En juillet 1647, le frère de l'empereur, l'archiduc Léopold, gouverneur général des Pays-Bas espagnols, reprend la place forte de Landrecies conquise onze années auparavant.
Les choses se passent mal pour les Français en Catalogne : le comte d'Harcourt doit abandonner le siège de Lérida en 1646. Afin d'éloigner le « vainqueur de Dunkerque » dont les ambitions deviennent gênantes, Mazarin nomme le duc d'Enghien, par ailleurs devenu prince de Condé depuis la mort de son père, vice-roi de Catalogne avec la charge de reprendre le siège de Lérida. Il échoue dans cette tâche et la Catalogne est perdue pour la France, définitivement.
Bien que les champs de bataille d'Allemagne soient considérés par la France comme théâtre d'opérations d'importance secondaire, c’est là que Turenne lui offre les plus grandes victoires des derniers temps de la guerre. Il reprend son projet de rejoindre les Suédois pour se diriger vers Vienne, impose un traité à Maximilien de Bavière mais reçoit l'ordre de revenir sur le Rhin. Le duc de Bavière rompt le traité. L'année suivante, Turenne revient en Souabe puis en Bavière, rejoint le Suédois Wrangel, inflige aux impériaux la défaite de Zusmarshausen (17 mai 1648) et chasse Maximilien de Bavière de Munich avant de devoir se retirer.
La dernière grande bataille de la guerre est celle de Lens (19 août 1648) : Condé y défait si sévèrement les Espagnols que cette bataille oblige Ferdinand III à accepter les formalités de paix dont les négociations durent depuis cinq ans. Cependant, il ne s'agit pas de la dernière bataille à se conclure. Cette dernière est la Bataille de Prague, un siège suédois de la ville de Prague qui dure depuis le 25 juillet et qui se soldera par l'échec de l'armée suédoise à s'emparer de la Ville. Le 1er novembre 1648, devant leur incapacité à entrer dans Prague, les Suédois se retirent en pillant les collections de peintures et de sculptures de Rodolphe II situées dans la salle espagnole du Château de Prague.

## Conclusion de la guerre et Traités de paix

### Les traités de Westphalie

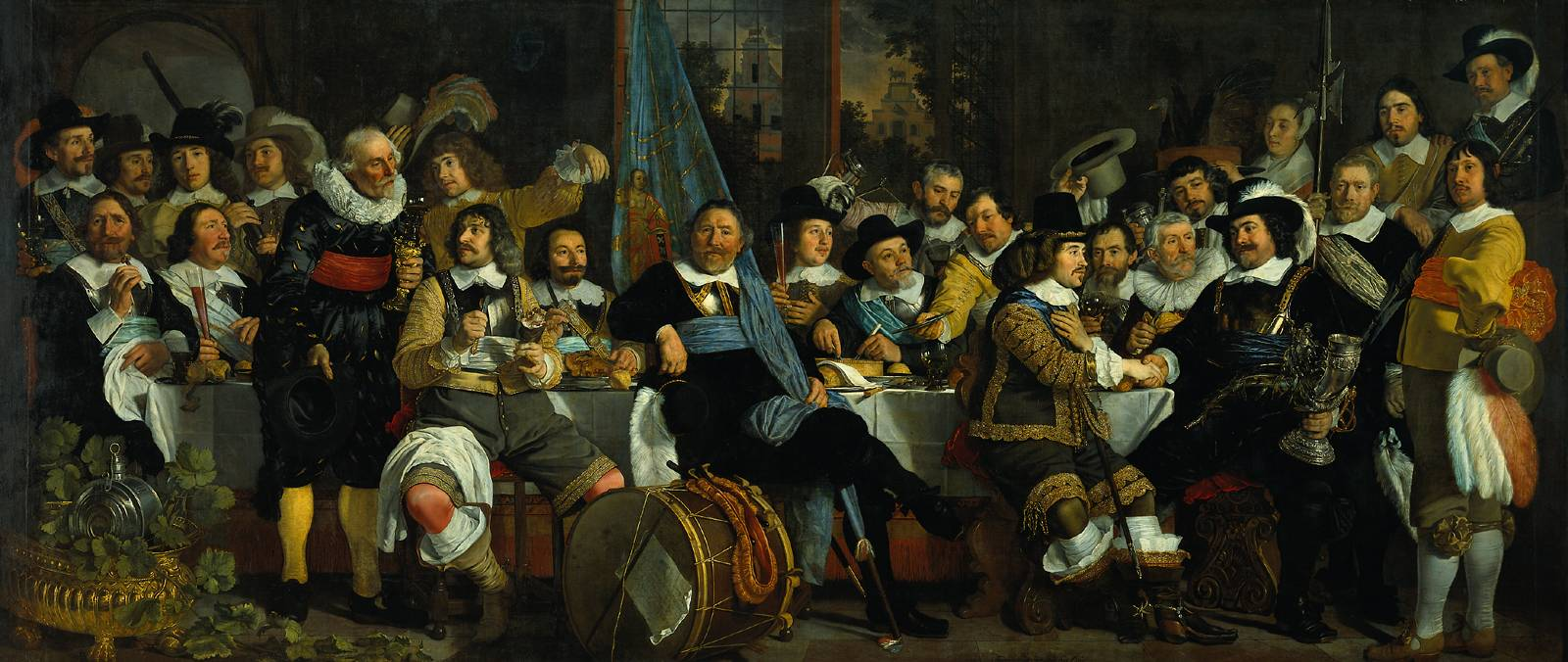
Banquet de la garde civique d'Amsterdam à l'occasion de la paix de Münster par Bartholomeus van der Helst, peint en 1648.

Les traités de Westphalie concluent la guerre de Trente Ans et, simultanément, la guerre de Quatre-Vingts Ans le 24 octobre 1648. Négociés pendant plusieurs années, ils sont signés en deux lieux distincts, pour des raisons de préséance et d’incompatibilité religieuse :
- à Osnabrück entre le Saint-Empire, la Suède et les puissances protestantes ;
- à Münster entre l’Empire, la France et les autres puissances catholiques[96].

La guerre entre la France et l’Espagne n’est pas incluse dans leurs dispositions.
Les traités de Westphalie énoncent et initient la nécessité d'un équilibre politique « opérant par et dans la pluralité des États ». En ce sens, ces accords révèlent la fin d'un ordre et l'établissement progressif puis la domination d'un nouveau. Ce nouvel ordre met fin à l'idée d'une paix terrestre perpétuelle administrée par « un Empire [européen] des derniers jours » renvoyant à l'idée d'une autorité pastorale. Désormais, les principes d'administration des hommes se baseront de plus en plus sur le primat de la raison d'État. Ces traités apparaissent donc comme un pivot temporel, seuil de passage d'un ordre autoritaire de type pouvoir pastoral vers celui de l'établissement progressif d'une gouvernementalité fondée sur une rationalité politique privilégiant l'économie politique de l'État souverain, ce dernier lui-même fondement du droit international moderne et contemporain.

### Les relations entre chaque partie
- Traité de Vic (Vic-sur-Seille) signé le 6 janvier 1632 entre le duc de Lorraine Charles IV et Louis XIII.
- Traité de Liverdun : 26 juin 1632. Nancy - capitale du duché de Lorraine - étant menacée directement par les Français, le duc de Lorraine doit signer de nouveau un traité avec Louis XIII de France. Ce dernier rend les principales places occupées mais le duc doit céder au roi, pour quatre ans, les villes de Stenay, Dun-sur-Meuse, Jametz et Clermont - cette ville sera donnée définitivement à la France en échange d'une indemnité. D'autre part, Charles IV de Lorraine promet de rendre hommage au roi pour le duché de Bar d'ici à un an[100].
- Traité de Charmes : il est signé le 19 septembre 1633, entre Richelieu et Charles IV dans la maison du Chaldron, dite maison des Loups, propriété du duc de Lorraine ; l'armée ducale cède la ville de Nancy à l’armée française cinq jours après. Le 25 septembre, le roi lui-même s'installe dans la ville ducale, nommant un gouverneur : le baron de Brassac (Jean de Galard de Béarn, né en 1580, comte de Brassac, baron de Saint-Maurice et de la Rochebeaucourt). Celui-ci s'établit au palais du gouverneur le 1er octobre 1633.
- Traité des Pyrénées entre l'Espagne et la France, 7 novembre 1659.
- Traité de Vincennes entre la France et la Lorraine, 1661.
- Trêve d'Andrusovo entre la Pologne et la Russie en 1667.

## Bilan et conséquences

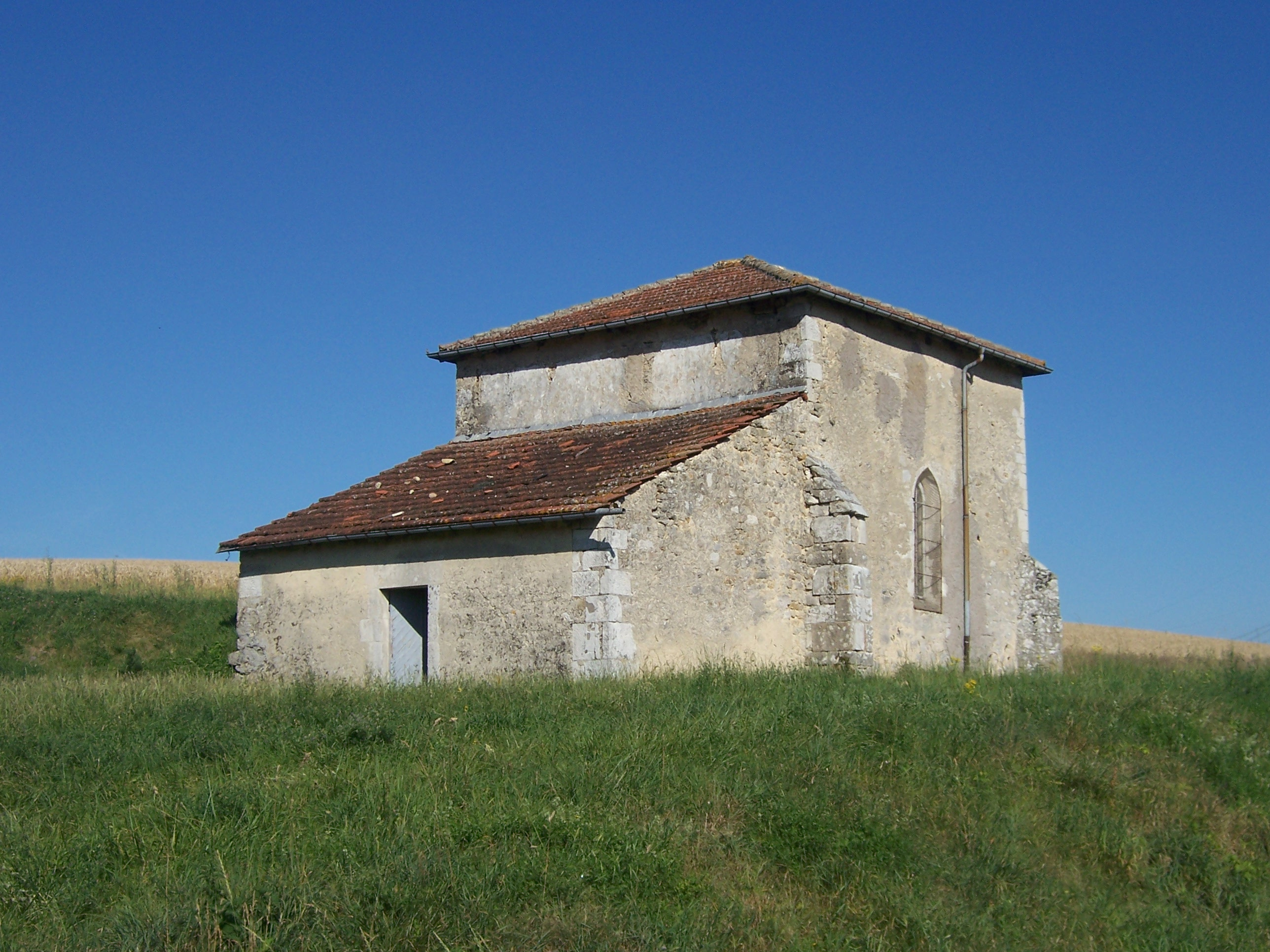
La chapelle de Moncourt, aujourd'hui située à Sauvigny, est le seul vestige du village éponyme.

La guerre de Trente Ans a ravagé pour de longues années toutes les régions, principalement en Allemagne, qu'ont traversées en tous sens les armées venues de toutes parts. Les populations sont décimées par les armes, les exactions de la soldatesque, les dégâts innombrables, les disettes qui s'ensuivent, les épidémies. La violence sexuelle, en particulier, a un caractère massif, tant à la suite de sièges que lorsque les armées ravagent le pays traversé.
Certaines provinces se dépeuplent de manière dramatique par suite de la mort ou de la fuite des habitants vers des contrées moins exposées. Des historiens estiment que certaines régions perdent jusqu'à la moitié de leur population (Saxe, Hesse-Cassel, Hesse-Darmstadt, Alsace, Lorraine) ou même les deux tiers tel le Palatinat et la Franche-Comté. Les traités de paix sont signés dans un pays en ruine et qui mettra des dizaines d'années à se relever. Les autres belligérants (Suède, France, Espagne) sont financièrement exsangues.

### Sur le plan démographique
La population du Saint Empire romain germanique et de l'Europe centrale souffre énormément de la guerre, morts aux combats, massacres, famines et déplacements de populations entraînant de véritables saignées démographiques : l'Allemagne du Nord est particulièrement dépeuplée ; en Poméranie, la population diminue de 65 % entre 1618 et 1648. Les États patrimoniaux des Habsbourg connaissent également des pertes importantes : la Silésie perd le quart de sa population. Bien que certaines régions aient pu être épargnées, notamment les villes hanséatiques qui achetaient à prix d'or leur sauvegarde, l'Europe centrale perd environ 60 % de sa population.
Ces chiffres, issus de l'historiographie du XIXe siècle, basée sur les écrits de témoins horrifiés, n'ont pas été confirmés par des enquêtes de démographie historique. Ils ont été l'objet de débats importants. On s'accorde aujourd'hui sur le chiffre de trois ou quatre millions de morts en trente ans pour une population initiale de 17 millions d'habitants, soit environ un habitant sur cinq, proportion énorme.
Selon Thierry Lentz, les historiens estiment que la guerre de Trente Ans aurait coûté la vie à 10 millions d'Européens[réf. incomplète].

### Sur le plan économique
La guerre saigne à blanc l'économie de la plupart des États allemands, combats et pénurie alimentaire jetant sur les routes un nombre important de vagabonds et de mendiants. L'Espagne, initialement soutenue par l'or des Amériques, sort financièrement et politiquement très affaiblie du conflit.

### Sur le plan politique
Cette guerre modifie de plus profondément l'équilibre des forces politiques européennes :
- le Danemark perd définitivement son statut de grande puissance ;
- la Suède devient maîtresse de la Baltique et assure sa suprématie en Europe du Nord : elle gagne la Poméranie occidentale, les villes de Wismar et Stettin, le Mecklembourg, les évêchés de Brême-et-Verden qui lui assurent le contrôle des embouchures de l'Elbe et de la Weser ;
- le Brandebourg acquiert la Poméranie orientale et les archevêchés de Magdebourg et Halberstadt : la future puissance prussienne est en germe dans la montée en puissance de cet État du nord de l'Allemagne.
- la Saxe conserve la Lusace ;
- la Bohême demeure domaine héréditaire des Habsbourg ;
- la Bavière conserve le Haut-Palatinat et la dignité électorale ;
- le Bas-Palatinat est restitué à Charles Louis, le fils de Frédéric V, et un 8e siège électoral est créé en sa faveur ;
- la Haute-Autriche revient aux Habsbourg ;
- si elle n'a pas regagné son influence au sein de l'Empire, l'Autriche a en revanche renforcé sa mainmise sur les territoires héréditaires des Habsbourg et son armée est plus puissante qu'au début du conflit ;
- l'Empire est éclaté en une multitude de petits États pratiquement indépendants : son titulaire ne dispose plus que d'une autorité très réduite pendant que les Turcs menacent ses frontières orientales. En outre, son affaiblissement ouvre la porte à l'avènement d’États modernes, préludes aux droits des peuples à disposer d'eux-mêmes, donc à l'avènement des démocraties modernes ;
- les Provinces-Unies et la Suisse gagnent leur indépendance de droit ;
- la France est la grande gagnante : son hégémonie pourra bientôt s’affirmer sous Louis XIV. Elle bénéficie de plusieurs gains territoriaux sur ses frontières : les Trois-Évêchés, officiellement rattachés, ainsi que Brisach et Philippsburg, la majeure partie de l'Alsace (l'ancien comté de Sundgau ou landgraviat de Haute-Alsace, alors possession des Habsbourg, ainsi que la Décapole), Belfort. Sont annexés également la forteresse de Pignerol, l’Artois et le Roussillon au Traité des Pyrénées (1659). Protectrice des libertés allemandes, la France se place aussi en tant que garante de la souveraineté des princes allemands, contre l'hégémonie des Habsbourg.
- l’Espagne entame un déclin prolongé qu’accroîtront les difficultés dynastiques.

### Sur le plan militaire
Les États européens prennent progressivement conscience des désavantages de l'emploi de mercenaires, qui a été la règle quasi générale durant la guerre de Trente Ans. L'Europe se dirige vers un système d'armée de métier : les effectifs de l'armée permanente augmentent, en France, de manière exponentielle. En Allemagne, la Marche de Brandebourg compte parmi les États qui commencent à constituer une armée nationale. La guerre de Trente Ans contribue à la naissance du concept d'armée moderne.
Des pays qui sont restés à l’écart et se sont « économisés » pourront aussi entrer bientôt en lice : l’Angleterre et la Russie.

### Sur le plan culturel

Exemple de peinture de bataille de Sébastien Vrancx, pionnier du genre dans les Pays-Bas méridionaux (musée des Beaux-Arts de Göteborg).

Les horreurs de la guerre entraînent à travers l'Europe un fort renouveau de la pratique religieuse, où les populations catholiques et protestantes cherchent le réconfort.
Sur le plan des idées, la guerre amène à un progrès parmi les élites de l'idée de fait national, avec la langue comme facteur d'unification, préfigurant la naissance des conceptions modernes de l'État.
Sur le plan artistique, la guerre de Trente Ans a inspiré des œuvres à des créateurs qui ont vécu cette époque :
- Peter Hagendorf était un soldat mercenaire allemand de la guerre de trente ans. Il a écrit un journal qui donne un récit historique unique de la vie dans l'armée contemporaine du point de vue d'un simple lansquenet[111].
- Les Grandes Misères de la guerre, gravures de Jacques Callot ;
- Le roman picaresque anonyme intitulé La vida y hechos de Estebanillo González, hombre de buen humor, publié en (1646) ;
- Simplicius Simplicissimus, roman de Grimmelshausen ;
- les portraits de Tilly, Wallenstein, etc., en chefs de guerre par Antoine van Dyck ;
- la poésie d'Andreas Gryphius : Les Larmes de la patrie, datant de 1636 ;
- des gravures de Hans Ulrich Franck.

et d'autres artistes de l'époque contemporaine :
- l'écrivain allemand Günter Grass a placé en 1647, pendant les pourparlers de la paix de Westphalie, l'intrigue de son roman Une rencontre en Westphalie (Das Treffen in Telgte), publié en 1979.
- l'écrivain allemand Bertolt Brecht situe l'action de sa pièce de théâtre Mère Courage et ses enfants entre 1624 et 1648, sur les champs de bataille de la guerre de Trente ans. La pièce, écrite à l'aube de la Seconde Guerre mondiale (1939), décrit l'horreur et l'absurdité de la guerre, à travers les tentatives de Mère Courage de tirer un bénéfice commercial du conflit, tentatives qui n'aboutiront finalement qu'à lui faire perdre ses enfants l'un après l'autre.
- Hermann Löns (1866-1914) y consacre son roman le plus célèbre Le Loup-Garou (Der Wehrwolf. Eine Bauernchronik, 1910) : les paysans de la lande de Lunebourg chassent les soldats errants et les pillards.
- Alfred Döblin a écrit le roman historique Wallenstein (1920).
- Pierre Pevel place l'action de sa trilogie de Wielstadt durant la Guerre de Trente ans
- Edmond Rostand, dans sa pièce Cyrano de Bergerac, évoque le siège d'Arras, un épisode de la guerre de Trente Ans qui mène à la prise de possession de la ville d'Arras par les troupes françaises le 9 août 1640.
- Le manga Issak scénarisé par Shinji Makari et dessiné par DOUBLE-S depuis 2017 imagine la participation d'un mercenaire japonais à la guerre de Trente Ans[112].